# Rencontres de la Ligue des champions de l'UEFA 2017-2018

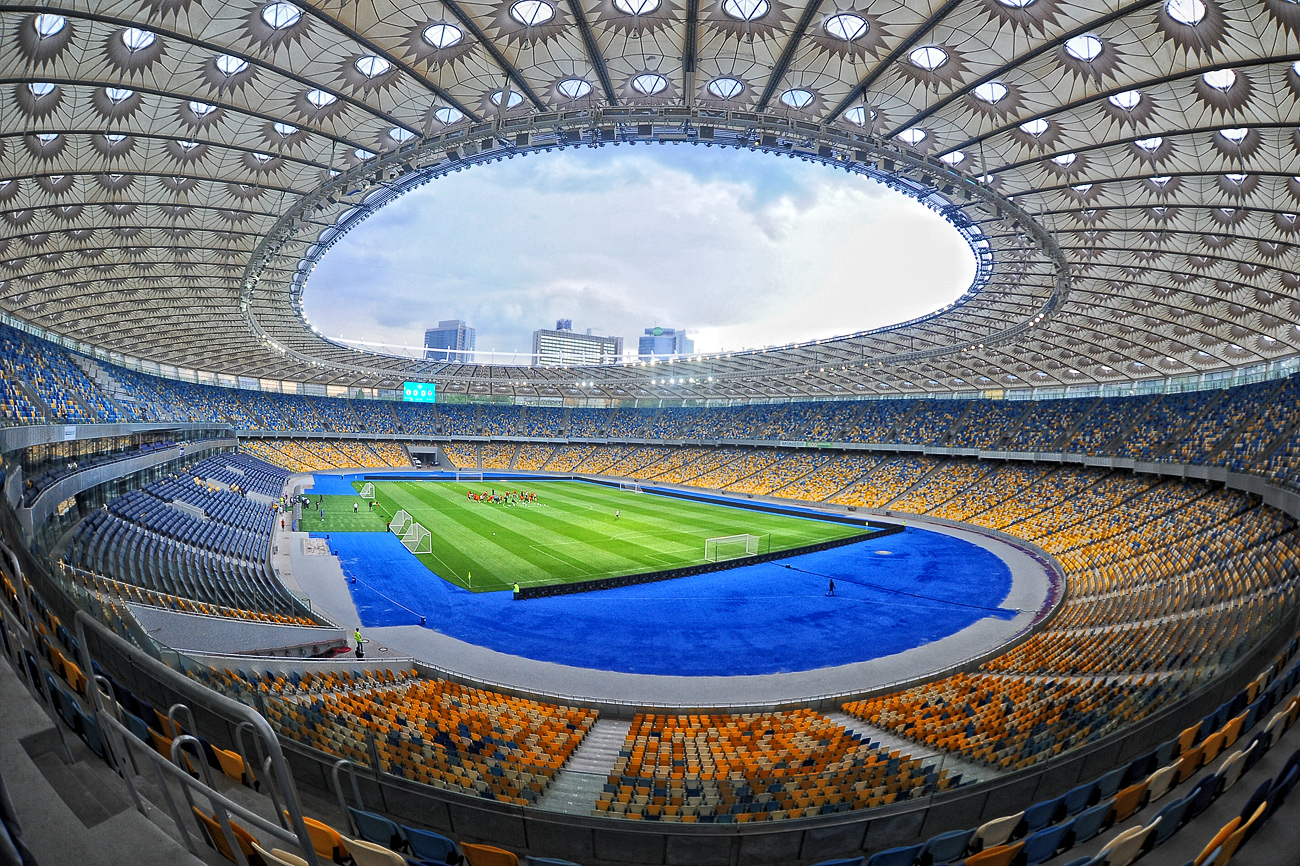
Complexe sportif national Olimpiyskiy à Kyiv, Ukraine

Cet article présente les résultats détaillés des rencontres de la Ligue des champions de l'UEFA 2017-2018.

## Équipes participantes
SL Benfica
Sporting CP
Chelsea FC
Tottenham Hotspur
Atlético Madrid
Real Madrid
Manchester City
Manchester United
Spartak Moscou
CSKA Moscou
Trente-deux équipes prennent part à la phase de groupes. Vingt-deux de ces équipes intègrent la compétition à ce stade, tandis que dix autres sont issues des barrages de qualification (cinq par la « Voie des Champions » et cinq par la « Voie de la Ligue »).
| Légende des couleurs                                                         |
| ---------------------------------------------------------------------------- |
| Premiers et deuxièmes de groupe se qualifient pour les huitièmes de finale   |
| Troisièmes de groupe sont repêchés en seizièmes de finale de la Ligue Europa |

| Chapeau 1          | Chapeau 1 | Chapeau 2            | Chapeau 2 | Chapeau 3         | Chapeau 3 | Chapeau 4             | Chapeau 4 |
| ------------------ | --------- | -------------------- | --------- | ----------------- | --------- | --------------------- | --------- |
| Real Madrid C T    | 176.999   | FC Barcelone         | 151.999   | SSC Naples        | 88.666    | Celtic FC C           | 42.785    |
| Bayern Munich C    | 154.899   | Atlético Madrid      | 142.999   | Tottenham Hotspur | 77.192    | CSKA Moscou           | 39.606    |
| Chelsea FC C       | 106.192   | Paris Saint-Germain  | 126.333   | FC Bâle C         | 74.415    | Sporting CP           | 36.866    |
| Juventus FC C      | 140.666   | Borussia Dortmund    | 124.899   | Olympiakos C      | 64.580    | APOEL Nicosie C       | 26.210    |
| SL Benfica C       | 111.866   | Séville FC           | 112.999   | RSC Anderlecht C  | 58.480    | Feyenoord Rotterdam C | 23.212    |
| AS Monaco C        | 62.333    | Manchester City      | 100.192   | Liverpool FC      | 56.135    | NK Maribor C          | 21.125    |
| Spartak Moscou C   | 18.606    | FC Porto             | 98.866    | AS Rome           | 53.666    | Qarabağ FK C          | 18.050    |
| Chakhtar Donetsk C | 87.526    | Manchester United C3 | 95.192    | Beşiktaş JK C     | 45.840    | RB Leipzig            | 15.899    |

T : Tenant du titre

C : Champion national

C3 : Vainqueur de la Ligue Europa

## Phase de groupes
Les jours de match sont les 12 et 13 septembre , les 26 et 27 septembre, les 17 et 18 octobre, le 31 octobre et le 1er novembre, les 21 et 22 novembre et les 5 et 6 décembre 2017. L'heure de coup d'envoi est fixé à 20h45 CEST/CET à l'exception de quelques matchs dans les pays d'Europe de l'Est où le coup d'envoi pourra être avancé en raison des conditions météorologiques à l'approche de l'hiver. Jusqu'au 29 octobre 2017 (journées 1 à 3), les horaires sont en CEST (UTC+2), elles passent ensuite en CET (UTC+1) pour les journées 4 à 6.

### Tirage au sort
Le tirage au sort a eu lieu le 24 août 2017 au Forum Grimaldi de Monaco. Les trente-deux équipes participantes sont divisées en quatre chapeaux, sur la base des règles suivantes :
- le chapeaux 1 est réservé au tenant du titre et aux champions des sept meilleures associations sur la base de leur coefficient UEFA en 2017[2],[3].
- les chapeaux 2, 3 et 4 contiennent les équipes restantes, réparties en fonction de leur coefficient UEFA en 2017[4].

Celles-ci sont réparties en huit groupes de quatre équipes, avec comme restriction l'impossibilité pour deux équipes d'une même association de se rencontrer dans un groupe. De plus, le tirage a été contrôlé de sorte que les équipes d'une même association soient réparties équitablement entre les groupes A à D et E à H afin d'optimiser la couverture télévisée.
Les rencontres sont décidées après le tirage. À chaque journée, quatre groupes jouent le mardi, tandis que les quatre autres jouent le mercredi, les groupes A à D et E à H alternant entre ces deux jours à chaque journée. D'autres restrictions sont présentes : par exemple, les équipes d'une même ville ne jouent généralement pas à domicile lors de la même journée pour des raisons de logistique et de contrôle des foules, et les équipes de certains pays d'Europe de l'Est (Russie notamment) ne jouent pas à domicile lors de la dernière journée en raison de la météo hivernale et de l'obligation d'un coup d'envoi simultané.
Le 17 juillet 2014, le Panel d'urgence de l’UEFA décide que les clubs ukrainiens et russes ne pouvaient être tirées ensemble « jusqu'à nouvel ordre » en raison de la situation politique entre les deux pays. De ce fait, les clubs russes du Spartak Moscou (chapeau 1) et du CSKA Moscou (chapeau 4), et le club ukrainien du Chakhtar Donetsk (chapeau 1) ne peuvent être tirés dans le même groupe.

### Format
Dans chaque groupe, les équipes jouent chacune entre elles à domicile et à l'extérieur suivant un format « toutes rondes ». Le premier ainsi que le deuxième du groupe sont qualifiés pour les huitièmes de finale, tandis que le troisième est repêché en seizièmes de finale de la Ligue Europa.

#### Critères de départage
Selon l'article 7.06 du règlement de la compétition, si deux équipes ou plus sont à égalité de points à l'issue des matchs de groupe, les critères suivants sont appliqués dans l'ordre pour départager :
1. plus grand nombre de points obtenus dans les matches du groupe disputés entre les équipes concernées;
2. meilleure différence de buts dans les matches du groupe disputés entre les équipes concernées;
3. plus grand nombre de buts marqués dans les matches du groupe disputés entre les équipes concernées;
4. plus grand nombre de buts marqués à l’extérieur dans les matches du groupe disputés entre les équipes concernées;
5. si, après l’application des critères 1 à 4, plusieurs équipes sont toujours à égalité, les critères 1 à 4 sont à nouveau appliqués exclusivement aux matches entre les équipes concernées afin de déterminer leur classement final. Si cette procédure ne donne pas de résultat, les critères 6 à 12 s’appliquent;
6. meilleure différence de buts dans tous les matches du groupe;
7. plus grand nombre de buts marqués dans tous les matches du groupe;
8. plus grand nombre de buts marqués à l’extérieur dans tous les matches du groupe;
9. plus grand nombre de victoires dans tous les matches du groupe;
10. plus grand nombre de victoires à l'extérieur dans tous les matches du groupe;
11. total le plus faible de points disciplinaires sur la base uniquement des cartons jaunes et des cartons rouges reçus durant tous les matches du groupe (carton rouge = 3 points, carton jaune = 1 point, expulsion pour deux cartons jaunes au cours d'un match = 3 points);
12. meilleur coefficient de club.

### Groupes
Légende des classements
- Qualifié pour les huitièmes de finale
- Repêché en seizièmes de finale de la Ligue Europa

Légende des résultats
- Victoire à domicile
- Match nul
- Victoire à l'extérieur

#### Groupe A
| Rang | Équipe            | Pts | J | G | N | P | Bp | Bc | Diff |  | Résultats (▼ dom., ► ext.) |     |     |     |     |
| ---- | ----------------- | --- | - | - | - | - | -- | -- | ---- |  | -------------------------- | --- | --- | --- | --- |
| 1    | Manchester United | 15  | 6 | 5 | 0 | 1 | 12 | 3  | +9   |  | Manchester United          |     | 3-0 | 2-1 | 2-0 |
| 2    | FC Bâle           | 12  | 6 | 4 | 0 | 2 | 11 | 5  | +6   |  | FC Bâle                    | 1-0 |     | 1-2 | 5-0 |
| 3    | CSKA Moscou       | 9   | 6 | 3 | 0 | 3 | 8  | 10 | -2   |  | CSKA Moscou                | 1-4 | 0-2 |     | 2-0 |
| 4    | Benfica Lisbonne  | 0   | 6 | 0 | 0 | 6 | 1  | 14 | -13  |  | Benfica Lisbonne           | 0-1 | 0-2 | 1-2 |     |

| 1re journée                  | Manchester United                        | 3 - 0   | FC Bâle | Old Trafford, Manchester                      |                                               |
| 12 septembre 2017 20h45 CEST | Fellaini 35e · Lukaku 53e · Rashford 84e | (1 - 0) |         | Spectateurs : 73 854 Arbitrage : Ruddy Buquet | Spectateurs : 73 854 Arbitrage : Ruddy Buquet |
| 12 septembre 2017 20h45 CEST | Rapport                                  |         |         | Spectateurs : 73 854 Arbitrage : Ruddy Buquet | Spectateurs : 73 854 Arbitrage : Ruddy Buquet |

| 12 septembre 2017 | Benfica Lisbonne | 1 - 2   | CSKA Moscou                            | Estádio da Luz, Lisbonne                                  |                                                           |
| 20h45 CEST        | Seferović 50e    | (0 - 0) | 63e (pen.) Vitinho · 71e Zhamaletdinov | Spectateurs : 38 323 Arbitrage : Alberto Undiano Mallenco | Spectateurs : 38 323 Arbitrage : Alberto Undiano Mallenco |
| 20h45 CEST        | Rapport          |         |                                        | Spectateurs : 38 323 Arbitrage : Alberto Undiano Mallenco | Spectateurs : 38 323 Arbitrage : Alberto Undiano Mallenco |

| 2e journée                   | FC Bâle                                                              | 5 - 0   | Benfica Lisbonne | Parc Saint-Jacques, Bâle                       |                                                |
| 27 septembre 2017 20h45 CEST | Lang 2e · Oberlin 20e 69e · van Wolfswinkel 59e (pen.) · Riveros 76e | (2 - 0) |                  | Spectateurs : 34 111 Arbitrage : Craig Thomson | Spectateurs : 34 111 Arbitrage : Craig Thomson |
| 27 septembre 2017 20h45 CEST | Rapport                                                              |         |                  | Spectateurs : 34 111 Arbitrage : Craig Thomson | Spectateurs : 34 111 Arbitrage : Craig Thomson |

| 27 septembre 2017 | CSKA Moscou  | 1 - 4   | Manchester United                                   | VEB Arena, Moscou                               |                                                 |
| 20h45 CEST        | Kuchayev 90e | (0 - 3) | 4e 27e Lukaku · 19e (pen.) Martial · 57e Mkhitaryan | Spectateurs : 29 073 Arbitrage : Jonas Eriksson | Spectateurs : 29 073 Arbitrage : Jonas Eriksson |
| 20h45 CEST        | Rapport      |         |                                                     | Spectateurs : 29 073 Arbitrage : Jonas Eriksson | Spectateurs : 29 073 Arbitrage : Jonas Eriksson |

| 3e journée                 | CSKA Moscou | 0 - 2   | FC Bâle                 | VEB Arena, Moscou                              |                                                |
| 18 octobre 2017 20h45 CEST |             | (0 - 1) | 29e Xhaka · 90e Oberlin | Spectateurs : 27 996 Arbitrage : Björn Kuipers | Spectateurs : 27 996 Arbitrage : Björn Kuipers |
| 18 octobre 2017 20h45 CEST | Rapport     |         |                         | Spectateurs : 27 996 Arbitrage : Björn Kuipers | Spectateurs : 27 996 Arbitrage : Björn Kuipers |

| 18 octobre 2017 | Benfica Lisbonne | 0 - 1   | Manchester United | Estádio da Luz, Lisbonne                      |                                               |
| 20h45 CEST      |                  | (0 - 0) | 64e Rashford      | Spectateurs : 57 684 Arbitrage : Felix Zwayer | Spectateurs : 57 684 Arbitrage : Felix Zwayer |
| 20h45 CEST      | Rapport          |         |                   | Spectateurs : 57 684 Arbitrage : Felix Zwayer | Spectateurs : 57 684 Arbitrage : Felix Zwayer |

| 4e journée                | FC Bâle   | 1 - 2   | CSKA Moscou                 | Parc Saint-Jacques, Bâle                       |                                                |
| 31 octobre 2017 20h45 CET | Zuffi 32e | (1 - 0) | 65e Dzagoev · 79e Wernbloom | Spectateurs : 33 303 Arbitrage : Milorad Mažić | Spectateurs : 33 303 Arbitrage : Milorad Mažić |
| 31 octobre 2017 20h45 CET | Rapport   |         |                             | Spectateurs : 33 303 Arbitrage : Milorad Mažić | Spectateurs : 33 303 Arbitrage : Milorad Mažić |

| 31 octobre 2017 | Manchester United                   | 2 - 0   | Benfica Lisbonne | Old Trafford, Manchester                           |                                                    |
| 20h45 CET       | Svilar 45e (csc) · Blind 78e (pen.) | (1 - 0) |                  | Spectateurs : 74 437 Arbitrage : Gediminas Mažeika | Spectateurs : 74 437 Arbitrage : Gediminas Mažeika |
| 20h45 CET       | Rapport                             |         |                  | Spectateurs : 74 437 Arbitrage : Gediminas Mažeika | Spectateurs : 74 437 Arbitrage : Gediminas Mažeika |

| 5e journée                 | CSKA Moscou                       | 2 - 0   | Benfica Lisbonne | VEB Arena, Moscou                              |                                                |
| 22 novembre 2017 18h00 CET | Schennikov 13e · Jardel 56e (csc) | (1 - 0) |                  | Spectateurs : 27 709 Arbitrage : Deniz Aytekin | Spectateurs : 27 709 Arbitrage : Deniz Aytekin |
| 22 novembre 2017 18h00 CET | Rapport                           |         |                  | Spectateurs : 27 709 Arbitrage : Deniz Aytekin | Spectateurs : 27 709 Arbitrage : Deniz Aytekin |

| 22 novembre 2017 | FC Bâle  | 1 - 0   | Manchester United | Parc Saint-Jacques, Bâle                        |                                                 |
| 20h45 CET        | Lang 89e | (0 - 0) |                   | Spectateurs : 36 000 Arbitrage : Daniele Orsato | Spectateurs : 36 000 Arbitrage : Daniele Orsato |
| 20h45 CET        | Rapport  |         |                   | Spectateurs : 36 000 Arbitrage : Daniele Orsato | Spectateurs : 36 000 Arbitrage : Daniele Orsato |

| 6e journée                | Benfica Lisbonne | 0 - 2   | FC Bâle                      | Estádio da Luz, Lisbonne                           |                                                    |
| 5 décembre 2017 20h45 CET |                  | (0 - 1) | 5e Elyounoussi · 65e Oberlin | Spectateurs : 22 470 Arbitrage : Jesús Gil Manzano | Spectateurs : 22 470 Arbitrage : Jesús Gil Manzano |
| 5 décembre 2017 20h45 CET | Rapport          |         |                              | Spectateurs : 22 470 Arbitrage : Jesús Gil Manzano | Spectateurs : 22 470 Arbitrage : Jesús Gil Manzano |

| 5 décembre 2017 | Manchester United         | 2 - 1   | CSKA Moscou | Old Trafford, Manchester                         |                                                  |
| 20h45 CET       | Lukaku 64e · Rashford 66e | (0 - 1) | 45e Dzagoev | Spectateurs : 74 669 Arbitrage : Gianluca Rocchi | Spectateurs : 74 669 Arbitrage : Gianluca Rocchi |
| 20h45 CET       | Rapport                   |         |             | Spectateurs : 74 669 Arbitrage : Gianluca Rocchi | Spectateurs : 74 669 Arbitrage : Gianluca Rocchi |

#### Groupe B
| Rang | Équipe              | Pts | J | G | N | P | Bp | Bc | Diff |  | Résultats (▼ dom., ► ext.) |     |     |     |     |
| ---- | ------------------- | --- | - | - | - | - | -- | -- | ---- |  | -------------------------- | --- | --- | --- | --- |
| 1    | Paris Saint-Germain | 15  | 6 | 5 | 0 | 1 | 25 | 4  | +21  |  | Paris Saint-Germain        |     | 3-0 | 7-1 | 5-0 |
| 2    | Bayern Munich       | 15  | 6 | 5 | 0 | 1 | 13 | 6  | +7   |  | Bayern Munich              | 3-1 |     | 3-0 | 3-0 |
| 3    | Celtic FC           | 3   | 6 | 1 | 0 | 5 | 5  | 18 | -13  |  | Celtic FC                  | 0-5 | 1-2 |     | 0-1 |
| 4    | RSC Anderlecht      | 3   | 6 | 1 | 0 | 5 | 2  | 17 | -15  |  | RSC Anderlecht             | 0-4 | 1-2 | 0-3 |     |

| 1re journée                  | Celtic FC | 0 - 5   | Paris Saint-Germain                                                | Celtic Park, Glasgow                            |                                                 |
| 12 septembre 2017 20h45 CEST |           | (0 - 3) | 19e Neymar · 34e Mbappé · 40e (pen.) 85e Cavani · 83e (csc) Lustig | Spectateurs : 57 562 Arbitrage : Daniele Orsato | Spectateurs : 57 562 Arbitrage : Daniele Orsato |
| 12 septembre 2017 20h45 CEST | Rapport   |         |                                                                    | Spectateurs : 57 562 Arbitrage : Daniele Orsato | Spectateurs : 57 562 Arbitrage : Daniele Orsato |

| 12 septembre 2017 | Bayern Munich                                     | 3 - 0   | RSC Anderlecht | Allianz Arena, Munich                              |                                                    |
| 20h45 CEST        | Lewandowski 12e (pen.) · Thiago 65e · Kimmich 90e | (1 - 0) |                | Spectateurs : 70 000 Arbitrage : Paolo Tagliavento | Spectateurs : 70 000 Arbitrage : Paolo Tagliavento |
| 20h45 CEST        | Rapport                                           |         |                | Spectateurs : 70 000 Arbitrage : Paolo Tagliavento | Spectateurs : 70 000 Arbitrage : Paolo Tagliavento |

| 2e journée                   | RSC Anderlecht | 0 - 3   | Celtic FC                                       | Stade Constant Vanden Stock, Anderlecht            |                                                    |
| 27 septembre 2017 20h45 CEST |                | (0 - 1) | 38e Griffiths · 50e (csc) Kara · 90+3e Sinclair | Spectateurs : 19 898 Arbitrage : Jesús Gil Manzano | Spectateurs : 19 898 Arbitrage : Jesús Gil Manzano |
| 27 septembre 2017 20h45 CEST | Rapport        |         |                                                 | Spectateurs : 19 898 Arbitrage : Jesús Gil Manzano | Spectateurs : 19 898 Arbitrage : Jesús Gil Manzano |

| 27 septembre 2017 | Paris Saint-Germain                | 3 - 0   | Bayern Munich | Parc des Princes, Paris                              |                                                      |
| 20h45 CEST        | Alves 2e · Cavani 31e · Neymar 63e | (2 - 0) |               | Spectateurs : 46 252 Arbitrage : Antonio Mateu Lahoz | Spectateurs : 46 252 Arbitrage : Antonio Mateu Lahoz |
| 20h45 CEST        | Rapport                            |         |               | Spectateurs : 46 252 Arbitrage : Antonio Mateu Lahoz | Spectateurs : 46 252 Arbitrage : Antonio Mateu Lahoz |

| 3e journée                 | Bayern Munich                          | 3 - 0   | Celtic FC | Allianz Arena, Munich                           |                                                 |
| 18 octobre 2017 20h45 CEST | Müller 17e · Kimmich 29e · Hummels 51e | (2 - 0) |           | Spectateurs : 70 000 Arbitrage : Sergei Kasarev | Spectateurs : 70 000 Arbitrage : Sergei Kasarev |
| 18 octobre 2017 20h45 CEST | Rapport                                |         |           | Spectateurs : 70 000 Arbitrage : Sergei Kasarev | Spectateurs : 70 000 Arbitrage : Sergei Kasarev |

| 18 octobre 2017 | RSC Anderlecht | 0 - 4   | Paris Saint-Germain                                | Stade Constant Vanden Stock, Anderlecht         |                                                 |
| 20h45 CEST      |                | (0 - 2) | 3e Mbappé · 44e Cavani · 66e Neymar · 88e Di María | Spectateurs : 19 108 Arbitrage : Pavel Královec | Spectateurs : 19 108 Arbitrage : Pavel Královec |
| 20h45 CEST      | Rapport        |         |                                                    | Spectateurs : 19 108 Arbitrage : Pavel Královec | Spectateurs : 19 108 Arbitrage : Pavel Královec |

| 4e journée                | Celtic FC    | 1 - 2   | Bayern Munich            | Celtic Park, Glasgow                            |                                                 |
| 31 octobre 2017 20h45 CET | McGregor 74e | (0 - 1) | 22e Coman · 77e Martínez | Spectateurs : 58 269 Arbitrage : Danny Makkelie | Spectateurs : 58 269 Arbitrage : Danny Makkelie |
| 31 octobre 2017 20h45 CET | Rapport      |         |                          | Spectateurs : 58 269 Arbitrage : Danny Makkelie | Spectateurs : 58 269 Arbitrage : Danny Makkelie |

| 31 octobre 2017 | Paris Saint-Germain                               | 5 - 0   | RSC Anderlecht | Parc des Princes, Paris                                   |                                                           |
| 20h45 CET       | Verratti 30e · Neymar 45+4e · Kurzawa 52e 72e 78e | (2 - 0) |                | Spectateurs : 46 403 Arbitrage : David Fernández Borbalán | Spectateurs : 46 403 Arbitrage : David Fernández Borbalán |
| 20h45 CET       | Rapport                                           |         |                | Spectateurs : 46 403 Arbitrage : David Fernández Borbalán | Spectateurs : 46 403 Arbitrage : David Fernández Borbalán |

| 5e journée                 | Paris Saint-Germain                                                    | 7 - 1   | Celtic FC   | Parc des Princes, Paris                                  |                                                          |
| 22 novembre 2017 20h45 CET | Neymar 9e 22e · Cavani 29e 79e · Mbappé 35e · Verratti 75e · Alves 80e | (4 - 1) | 1re Dembélé | Spectateurs : 46 288 Arbitrage : Anastasios Sidiropoulos | Spectateurs : 46 288 Arbitrage : Anastasios Sidiropoulos |
| 22 novembre 2017 20h45 CET | Rapport                                                                |         |             | Spectateurs : 46 288 Arbitrage : Anastasios Sidiropoulos | Spectateurs : 46 288 Arbitrage : Anastasios Sidiropoulos |

| 22 novembre 2017 | RSC Anderlecht | 1 - 2   | Bayern Munich                 | Stade Constant Vanden Stock, Anderlecht         |                                                 |
| 20h45 CET        | Hanni 63e      | (0 - 0) | 51e Lewandowski · 77e Tolisso | Spectateurs : 19 753 Arbitrage : Anthony Taylor | Spectateurs : 19 753 Arbitrage : Anthony Taylor |
| 20h45 CET        | Rapport        |         |                               | Spectateurs : 19 753 Arbitrage : Anthony Taylor | Spectateurs : 19 753 Arbitrage : Anthony Taylor |

| 6e journée                | Celtic FC | 0 - 1   | RSC Anderlecht      | Celtic Park, Glasgow                       |                                            |
| 5 décembre 2017 20h45 CET |           | (0 - 0) | 62e (csc) Šimunović | Spectateurs : 57 931 Arbitrage : Matej Jug | Spectateurs : 57 931 Arbitrage : Matej Jug |
| 5 décembre 2017 20h45 CET | Rapport   |         |                     | Spectateurs : 57 931 Arbitrage : Matej Jug | Spectateurs : 57 931 Arbitrage : Matej Jug |

| 5 décembre 2017 | Bayern Munich                    | 3 - 1   | Paris Saint-Germain | Allianz Arena, Munich                         |                                               |
| 20h45 CET       | Lewandowski 8e · Tolisso 37e 69e | (2 - 0) | 50e Mbappé          | Spectateurs : 70 000 Arbitrage : Cüneyt Çakır | Spectateurs : 70 000 Arbitrage : Cüneyt Çakır |
| 20h45 CET       | Rapport                          |         |                     | Spectateurs : 70 000 Arbitrage : Cüneyt Çakır | Spectateurs : 70 000 Arbitrage : Cüneyt Çakır |

#### Groupe C
| Rang | Équipe          | Pts | J | G | N | P | Bp | Bc | Diff |  | Résultats (▼ dom., ► ext.) |     |     |     |     |
| ---- | --------------- | --- | - | - | - | - | -- | -- | ---- |  | -------------------------- | --- | --- | --- | --- |
| 1    | AS Rome         | 11  | 6 | 3 | 2 | 1 | 9  | 6  | +3   |  | AS Rome                    |     | 3-0 | 0-0 | 1-0 |
| 2    | Chelsea FC      | 11  | 6 | 3 | 2 | 1 | 16 | 8  | +8   |  | Chelsea FC                 | 3-3 |     | 1-1 | 6-0 |
| 3    | Atlético Madrid | 7   | 6 | 1 | 4 | 1 | 5  | 4  | +1   |  | Atlético Madrid            | 2-0 | 1-2 |     | 1-1 |
| 4    | Qarabağ FK      | 2   | 6 | 0 | 2 | 4 | 2  | 14 | -12  |  | Qarabağ FK                 | 1-2 | 0-4 | 0-0 |     |

| 1re journée                  | Chelsea FC                                                                                      | 6 - 0   | Qarabağ FK | Stamford Bridge, Londres                                 |                                                          |
| 12 septembre 2017 20h45 CEST | Pedro 5e · Zappacosta 30e · Azpilicueta 55e · Bakayoko 71e · Batshuayi 76e · Medvedev 82e (csc) | (2 - 0) |            | Spectateurs : 41 150 Arbitrage : Anastasios Sidiropoulos | Spectateurs : 41 150 Arbitrage : Anastasios Sidiropoulos |
| 12 septembre 2017 20h45 CEST | Rapport                                                                                         |         |            | Spectateurs : 41 150 Arbitrage : Anastasios Sidiropoulos | Spectateurs : 41 150 Arbitrage : Anastasios Sidiropoulos |

| 12 septembre 2017 | AS Rome | 0 - 0   | Atlético Madrid | Stadio Olimpico, Rome                          |                                                |
| 20h45 CEST        |         | (0 - 0) |                 | Spectateurs : 36 064 Arbitrage : Milorad Mažić | Spectateurs : 36 064 Arbitrage : Milorad Mažić |
| 20h45 CEST        | Rapport |         |                 | Spectateurs : 36 064 Arbitrage : Milorad Mažić | Spectateurs : 36 064 Arbitrage : Milorad Mažić |

| 2e journée                   | Qarabağ FK   | 1 - 2   | AS Rome                | Stade olympique de Bakou, Bakou                    |                                                    |
| 27 septembre 2017 18h00 CEST | Henrique 28e | (1 - 2) | 7e Manolas · 15e Džeko | Spectateurs : 67 200 Arbitrage : Artur Soares Dias | Spectateurs : 67 200 Arbitrage : Artur Soares Dias |
| 27 septembre 2017 18h00 CEST | Rapport      |         |                        | Spectateurs : 67 200 Arbitrage : Artur Soares Dias | Spectateurs : 67 200 Arbitrage : Artur Soares Dias |

| 27 septembre 2017 | Atlético Madrid      | 1 - 2   | Chelsea FC                   | Wanda Metropolitano, Madrid                   |                                               |
| 20h45 CEST        | Griezmann 40e (pen.) | (1 - 0) | 60e Morata · 90+4e Batshuayi | Spectateurs : 60 643 Arbitrage : Cüneyt Çakır | Spectateurs : 60 643 Arbitrage : Cüneyt Çakır |
| 20h45 CEST        | Rapport              |         |                              | Spectateurs : 60 643 Arbitrage : Cüneyt Çakır | Spectateurs : 60 643 Arbitrage : Cüneyt Çakır |

| 3e journée                 | Qarabağ FK | 0 - 0   | Atlético Madrid | Stade olympique de Bakou, Bakou               |                                               |
| 18 octobre 2017 18h00 CEST |            | (0 - 0) |                 | Spectateurs : 47 923 Arbitrage : Ruddy Buquet | Spectateurs : 47 923 Arbitrage : Ruddy Buquet |
| 18 octobre 2017 18h00 CEST | Rapport    |         |                 | Spectateurs : 47 923 Arbitrage : Ruddy Buquet | Spectateurs : 47 923 Arbitrage : Ruddy Buquet |

| 18 octobre 2017 | Chelsea FC                | 3 - 3   | AS Rome                     | Stamford Bridge, Londres                       |                                                |
| 20h45 CEST      | Luiz 11e · Hazard 37e 75e | (2 - 1) | 40e Kolarov · 64e 70e Džeko | Spectateurs : 41 105 Arbitrage : Damir Skomina | Spectateurs : 41 105 Arbitrage : Damir Skomina |
| 20h45 CEST      | Rapport                   |         |                             | Spectateurs : 41 105 Arbitrage : Damir Skomina | Spectateurs : 41 105 Arbitrage : Damir Skomina |

| 4e journée                | Atlético Madrid | 1 - 1   | Qarabağ FK | Wanda Metropolitano, Madrid                    |                                                |
| 31 octobre 2017 20h45 CET | Thomas 56e      | (0 - 1) | 40e Míchel | Spectateurs : 55 893 Arbitrage : Deniz Aytekin | Spectateurs : 55 893 Arbitrage : Deniz Aytekin |
| 31 octobre 2017 20h45 CET | Rapport         |         |            | Spectateurs : 55 893 Arbitrage : Deniz Aytekin | Spectateurs : 55 893 Arbitrage : Deniz Aytekin |

| 31 octobre 2017 | AS Rome                           | 3 - 0   | Chelsea FC | Stadio Olimpico, Rome                           |                                                 |
| 20h45 CET       | El Shaarawy 1re 36e · Perotti 63e | (2 - 0) |            | Spectateurs : 55 036 Arbitrage : Jonas Eriksson | Spectateurs : 55 036 Arbitrage : Jonas Eriksson |
| 20h45 CET       | Rapport                           |         |            | Spectateurs : 55 036 Arbitrage : Jonas Eriksson | Spectateurs : 55 036 Arbitrage : Jonas Eriksson |

| 5e journée                 | Qarabağ FK | 0 - 4   | Chelsea FC                                                | Stade olympique de Bakou, Bakou              |                                              |
| 22 novembre 2017 18h00 CET |            | (0 - 2) | 21e (pen.) Hazard · 36e 85e Willian · 73e (pen.) Fàbregas | Spectateurs : 67 100 Arbitrage : Jorge Sousa | Spectateurs : 67 100 Arbitrage : Jorge Sousa |
| 22 novembre 2017 18h00 CET | Rapport    |         |                                                           | Spectateurs : 67 100 Arbitrage : Jorge Sousa | Spectateurs : 67 100 Arbitrage : Jorge Sousa |

| 22 novembre 2017 | Atlético Madrid             | 2 - 0   | AS Rome | Wanda Metropolitano, Madrid                    |                                                |
| 20h45 CET        | Griezmann 69e · Gameiro 85e | (0 - 0) |         | Spectateurs : 56 253 Arbitrage : Björn Kuipers | Spectateurs : 56 253 Arbitrage : Björn Kuipers |
| 20h45 CET        | Rapport                     |         |         | Spectateurs : 56 253 Arbitrage : Björn Kuipers | Spectateurs : 56 253 Arbitrage : Björn Kuipers |

| 6e journée                | Chelsea FC      | 1 - 1   | Atlético Madrid | Stamford Bridge, Londres                        |                                                 |
| 5 décembre 2017 20h45 CET | Savić 75e (csc) | (0 - 0) | 56e Ñíguez      | Spectateurs : 40 875 Arbitrage : Danny Makkelie | Spectateurs : 40 875 Arbitrage : Danny Makkelie |
| 5 décembre 2017 20h45 CET | Rapport         |         |                 | Spectateurs : 40 875 Arbitrage : Danny Makkelie | Spectateurs : 40 875 Arbitrage : Danny Makkelie |

| 5 décembre 2017 | AS Rome     | 1 - 0   | Qarabağ FK | Stadio Olimpico, Rome                           |                                                 |
| 20h45 CET       | Perotti 53e | (0 - 0) |            | Spectateurs : 34 258 Arbitrage : Tobias Stieler | Spectateurs : 34 258 Arbitrage : Tobias Stieler |
| 20h45 CET       | Rapport     |         |            | Spectateurs : 34 258 Arbitrage : Tobias Stieler | Spectateurs : 34 258 Arbitrage : Tobias Stieler |

#### Groupe D
| Rang | Équipe       | Pts | J | G | N | P | Bp | Bc | Diff |  | Résultats (▼ dom., ► ext.) |     |     |     |     |
| ---- | ------------ | --- | - | - | - | - | -- | -- | ---- |  | -------------------------- | --- | --- | --- | --- |
| 1    | FC Barcelone | 14  | 6 | 4 | 2 | 0 | 9  | 1  | +8   |  | FC Barcelone               |     | 3-0 | 2-0 | 3-1 |
| 2    | Juventus FC  | 11  | 6 | 3 | 2 | 1 | 7  | 5  | +2   |  | Juventus FC                | 0-0 |     | 2-1 | 2-0 |
| 3    | Sporting CP  | 7   | 6 | 2 | 1 | 3 | 8  | 9  | -1   |  | Sporting CP                | 0-1 | 1-1 |     | 3-1 |
| 4    | Olympiakos   | 1   | 6 | 0 | 1 | 5 | 4  | 13 | -9   |  | Olympiakos                 | 0-0 | 0-2 | 2-3 |     |

| 1re journée                  | FC Barcelone                | 3 - 0   | Juventus FC | Camp Nou, Barcelone                            |                                                |
| 12 septembre 2017 20h45 CEST | Messi 45e 69e · Rakitić 56e | (1 - 0) |             | Spectateurs : 78 656 Arbitrage : Damir Skomina | Spectateurs : 78 656 Arbitrage : Damir Skomina |
| 12 septembre 2017 20h45 CEST | Rapport                     |         |             | Spectateurs : 78 656 Arbitrage : Damir Skomina | Spectateurs : 78 656 Arbitrage : Damir Skomina |

| 12 septembre 2017 | Olympiakos      | 2 - 3   | Sporting CP                              | Stade Karaïskaki, Le Pirée                     |                                                |
| 20h45 CEST        | Pardo 89e 90+3e | (0 - 3) | 2e Doumbia · 13e Martins · 43e Fernandes | Spectateurs : 30 168 Arbitrage : Viktor Kassai | Spectateurs : 30 168 Arbitrage : Viktor Kassai |
| 20h45 CEST        | Rapport         |         |                                          | Spectateurs : 30 168 Arbitrage : Viktor Kassai | Spectateurs : 30 168 Arbitrage : Viktor Kassai |

| 2e journée                   | Sporting CP | 0 - 1   | FC Barcelone     | Estádio José Alvalade XXI, Lisbonne             |                                                 |
| 27 septembre 2017 20h45 CEST |             | (0 - 0) | 49e (csc) Coates | Spectateurs : 48 575 Arbitrage : Ovidiu Hațegan | Spectateurs : 48 575 Arbitrage : Ovidiu Hațegan |
| 27 septembre 2017 20h45 CEST | Rapport     |         |                  | Spectateurs : 48 575 Arbitrage : Ovidiu Hațegan | Spectateurs : 48 575 Arbitrage : Ovidiu Hațegan |

| 27 septembre 2017 | Juventus FC                 | 2 - 0   | Olympiakos | Allianz Stadium, Turin                          |                                                 |
| 20h45 CEST        | Higuaín 69e · Mandžukić 80e | (0 - 0) |            | Spectateurs : 33 460 Arbitrage : Tobias Stieler | Spectateurs : 33 460 Arbitrage : Tobias Stieler |
| 20h45 CEST        | Rapport                     |         |            | Spectateurs : 33 460 Arbitrage : Tobias Stieler | Spectateurs : 33 460 Arbitrage : Tobias Stieler |

| 3e journée                 | Juventus FC                | 2 - 1   | Sporting CP | Allianz Stadium, Turin                          |                                                 |
| 18 octobre 2017 20h45 CEST | Pjanić 29e · Mandžukić 84e | (1 - 1) | 12e Sandro  | Spectateurs : 36 288 Arbitrage : Michael Oliver | Spectateurs : 36 288 Arbitrage : Michael Oliver |
| 18 octobre 2017 20h45 CEST | Rapport                    |         |             | Spectateurs : 36 288 Arbitrage : Michael Oliver | Spectateurs : 36 288 Arbitrage : Michael Oliver |

| 18 octobre 2017 | FC Barcelone                               | 3 - 1   | Olympiakos   | Camp Nou, Barcelone                            |                                                |
| 20h45 CEST      | Nikolaou 18e (csc) · Messi 61e · Digne 64e | (1 - 0) | 90e Nikolaou | Spectateurs : 55 026 Arbitrage : Willie Collum | Spectateurs : 55 026 Arbitrage : Willie Collum |
| 20h45 CEST      | Rapport                                    |         |              | Spectateurs : 55 026 Arbitrage : Willie Collum | Spectateurs : 55 026 Arbitrage : Willie Collum |

| 4e journée                | Sporting CP | 1 - 1   | Juventus FC | Estádio José Alvalade XXI, Lisbonne             |                                                 |
| 31 octobre 2017 20h45 CET | César 20e   | (1 - 0) | 79e Higuaín | Spectateurs : 48 442 Arbitrage : Clément Turpin | Spectateurs : 48 442 Arbitrage : Clément Turpin |
| 31 octobre 2017 20h45 CET | Rapport     |         |             | Spectateurs : 48 442 Arbitrage : Clément Turpin | Spectateurs : 48 442 Arbitrage : Clément Turpin |

| 31 octobre 2017 | Olympiakos | 0 - 0   | FC Barcelone | Stade Karaïskaki, Le Pirée                      |                                                 |
| 20h45 CET       |            | (0 - 0) |              | Spectateurs : 31 600 Arbitrage : Anthony Taylor | Spectateurs : 31 600 Arbitrage : Anthony Taylor |
| 20h45 CET       | Rapport    |         |              | Spectateurs : 31 600 Arbitrage : Anthony Taylor | Spectateurs : 31 600 Arbitrage : Anthony Taylor |

| 5e journée                 | Juventus FC | 0 - 0   | FC Barcelone | Allianz Stadium, Turin                         |                                                |
| 22 novembre 2017 20h45 CET |             | (0 - 0) |              | Spectateurs : 40 876 Arbitrage : Milorad Mažić | Spectateurs : 40 876 Arbitrage : Milorad Mažić |
| 22 novembre 2017 20h45 CET | Rapport     |         |              | Spectateurs : 40 876 Arbitrage : Milorad Mažić | Spectateurs : 40 876 Arbitrage : Milorad Mažić |

| 22 novembre 2017 | Sporting CP              | 3 - 1   | Olympiakos       | Estádio José Alvalade XXI, Lisbonne           |                                               |
| 20h45 CET        | Dost 40e 66e · César 43e | (2 - 0) | 86e Odjidja-Ofoe | Spectateurs : 42 528 Arbitrage : Felix Zwayer | Spectateurs : 42 528 Arbitrage : Felix Zwayer |
| 20h45 CET        | Rapport                  |         |                  | Spectateurs : 42 528 Arbitrage : Felix Zwayer | Spectateurs : 42 528 Arbitrage : Felix Zwayer |

| 6e journée                | FC Barcelone                      | 2 - 0   | Sporting CP | Camp Nou, Barcelone                            |                                                |
| 5 décembre 2017 20h45 CET | Alcácer 59e · Mathieu 90+1e (csc) | (0 - 0) |             | Spectateurs : 48 336 Arbitrage : Craig Thomson | Spectateurs : 48 336 Arbitrage : Craig Thomson |
| 5 décembre 2017 20h45 CET | Rapport                           |         |             | Spectateurs : 48 336 Arbitrage : Craig Thomson | Spectateurs : 48 336 Arbitrage : Craig Thomson |

| 5 décembre 2017 | Olympiakos | 0 - 2   | Juventus FC                     | Stade Karaïskaki, Le Pirée                                |                                                           |
| 20h45 CET       |            | (0 - 1) | 15e Cuadrado · 90e Bernardeschi | Spectateurs : 29 567 Arbitrage : David Fernández Borbalán | Spectateurs : 29 567 Arbitrage : David Fernández Borbalán |
| 20h45 CET       | Rapport    |         |                                 | Spectateurs : 29 567 Arbitrage : David Fernández Borbalán | Spectateurs : 29 567 Arbitrage : David Fernández Borbalán |

#### Groupe E
| Rang | Équipe         | Pts | J | G | N | P | Bp | Bc | Diff |  | Résultats (▼ dom., ► ext.) |     |     |     |     |
| ---- | -------------- | --- | - | - | - | - | -- | -- | ---- |  | -------------------------- | --- | --- | --- | --- |
| 1    | Liverpool FC   | 12  | 6 | 3 | 3 | 0 | 23 | 6  | +17  |  | Liverpool FC               |     | 2-2 | 7-0 | 3-0 |
| 2    | Séville FC     | 9   | 6 | 2 | 3 | 1 | 12 | 12 | 0    |  | Séville FC                 | 3-3 |     | 2-1 | 3-0 |
| 3    | Spartak Moscou | 6   | 6 | 1 | 3 | 2 | 9  | 13 | -4   |  | Spartak Moscou             | 1-1 | 5-1 |     | 1-1 |
| 4    | NK Maribor     | 3   | 6 | 0 | 3 | 3 | 3  | 16 | -13  |  | NK Maribor                 | 0-7 | 1-1 | 1-1 |     |

| 1re journée                  | NK Maribor | 1 - 1   | Spartak Moscou | Stadion Ljudski vrt, Maribor                   |                                                |
| 13 septembre 2017 20h45 CEST | Bohar 85e  | (0 - 0) | 59e Samedov    | Spectateurs : 12 566 Arbitrage : Deniz Aytekin | Spectateurs : 12 566 Arbitrage : Deniz Aytekin |
| 13 septembre 2017 20h45 CEST | Rapport    |         |                | Spectateurs : 12 566 Arbitrage : Deniz Aytekin | Spectateurs : 12 566 Arbitrage : Deniz Aytekin |

| 13 septembre 2017 | Liverpool FC            | 2 - 2   | Séville FC                 | Anfield, Liverpool                              |                                                 |
| 20h45 CEST        | Firmino 21e · Salah 37e | (2 - 1) | 5e Ben Yedder · 72e Correa | Spectateurs : 52 332 Arbitrage : Danny Makkelie | Spectateurs : 52 332 Arbitrage : Danny Makkelie |
| 20h45 CEST        | Rapport                 |         |                            | Spectateurs : 52 332 Arbitrage : Danny Makkelie | Spectateurs : 52 332 Arbitrage : Danny Makkelie |

| 2e journée                   | Séville FC                    | 3 - 0   | NK Maribor | Stade Ramón-Sánchez-Pizjuán, Séville              |                                                   |
| 26 septembre 2017 20h45 CEST | Ben Yedder 27e 38e 83e (pen.) | (2 - 0) |            | Spectateurs : 34 705 Arbitrage : Aleksei Kulbakov | Spectateurs : 34 705 Arbitrage : Aleksei Kulbakov |
| 26 septembre 2017 20h45 CEST | Rapport                       |         |            | Spectateurs : 34 705 Arbitrage : Aleksei Kulbakov | Spectateurs : 34 705 Arbitrage : Aleksei Kulbakov |

| 26 septembre 2017 | Spartak Moscou | 1 - 1   | Liverpool FC | Otkrytie Arena, Moscou                          |                                                 |
| 20h45 CEST        | Fernando 23e   | (1 - 1) | 31e Coutinho | Spectateurs : 43 376 Arbitrage : Clément Turpin | Spectateurs : 43 376 Arbitrage : Clément Turpin |
| 20h45 CEST        | Rapport        |         |              | Spectateurs : 43 376 Arbitrage : Clément Turpin | Spectateurs : 43 376 Arbitrage : Clément Turpin |

| 3e journée                 | Spartak Moscou                                                | 5 - 1   | Séville FC | Otkrytie Arena, Moscou                           |                                                  |
| 17 octobre 2017 20h45 CEST | Promes 18e 90e · Melgarejo 58e · Glouchakov 67e · Adriano 74e | (1 - 1) | 30e Kjær   | Spectateurs : 44 307 Arbitrage : Gianluca Rocchi | Spectateurs : 44 307 Arbitrage : Gianluca Rocchi |
| 17 octobre 2017 20h45 CEST | Rapport                                                       |         |            | Spectateurs : 44 307 Arbitrage : Gianluca Rocchi | Spectateurs : 44 307 Arbitrage : Gianluca Rocchi |

| 17 octobre 2017 | NK Maribor | 0 - 7   | Liverpool FC                                                                                  | Stadion Ljudski vrt, Maribor                   |                                                |
| 20h45 CEST      |            | (0 - 4) | 4e 54e Firmino · 13e Coutinho · 19e 40e Salah · 86e Oxlade-Chamberlain · 90e Alexander-Arnold | Spectateurs : 12 506 Arbitrage : Viktor Kassai | Spectateurs : 12 506 Arbitrage : Viktor Kassai |
| 20h45 CEST      | Rapport    |         |                                                                                               | Spectateurs : 12 506 Arbitrage : Viktor Kassai | Spectateurs : 12 506 Arbitrage : Viktor Kassai |

| 4e journée                  | Séville FC               | 2 - 1   | Spartak Moscou | Stade Ramón-Sánchez-Pizjuán, Séville               |                                                    |
| 1er novembre 2017 20h45 CET | Lenglet 30e · Banega 59e | (1 - 0) | 78e Zé Luís    | Spectateurs : 38 002 Arbitrage : Artur Soares Dias | Spectateurs : 38 002 Arbitrage : Artur Soares Dias |
| 1er novembre 2017 20h45 CET | Rapport                  |         |                | Spectateurs : 38 002 Arbitrage : Artur Soares Dias | Spectateurs : 38 002 Arbitrage : Artur Soares Dias |

| 1er novembre 2017 | Liverpool FC                        | 3 - 0   | NK Maribor | Anfield, Liverpool                             |                                                |
| 20h45 CET         | Salah 49e · Can 64e · Sturridge 90e | (0 - 0) |            | Spectateurs : 47 957 Arbitrage : Ivan Kružliak | Spectateurs : 47 957 Arbitrage : Ivan Kružliak |
| 20h45 CET         | Rapport                             |         |            | Spectateurs : 47 957 Arbitrage : Ivan Kružliak | Spectateurs : 47 957 Arbitrage : Ivan Kružliak |

| 5e journée                 | Spartak Moscou | 1 - 1   | NK Maribor      | Otkrytie Arena, Moscou                         |                                                |
| 21 novembre 2017 18h00 CET | Zé Luís 82e    | (1 - 1) | 90+2e Mešanović | Spectateurs : 42 920 Arbitrage : Willie Collum | Spectateurs : 42 920 Arbitrage : Willie Collum |
| 21 novembre 2017 18h00 CET | Rapport        |         |                 | Spectateurs : 42 920 Arbitrage : Willie Collum | Spectateurs : 42 920 Arbitrage : Willie Collum |

| 21 novembre 2017 | Séville FC                                | 3 - 3   | Liverpool FC              | Stade Ramón-Sánchez-Pizjuán, Séville         |                                              |
| 20h45 CET        | Ben Yedder 51e 60e (pen.) · Pizarro 90+3e | (0 - 3) | 2e 30e Firmino · 22e Mané | Spectateurs : 39 495 Arbitrage : Felix Brych | Spectateurs : 39 495 Arbitrage : Felix Brych |
| 20h45 CET        | Rapport                                   |         |                           | Spectateurs : 39 495 Arbitrage : Felix Brych | Spectateurs : 39 495 Arbitrage : Felix Brych |

| 6e journée                | NK Maribor  | 1 - 1   | Séville FC | Stadion Ljudski vrt, Maribor                    |                                                 |
| 6 décembre 2017 20h45 CET | Tavares 10e | (1 - 0) | 75e Ganso  | Spectateurs : 11 976 Arbitrage : Ovidiu Hațegan | Spectateurs : 11 976 Arbitrage : Ovidiu Hațegan |
| 6 décembre 2017 20h45 CET | Rapport     |         |            | Spectateurs : 11 976 Arbitrage : Ovidiu Hațegan | Spectateurs : 11 976 Arbitrage : Ovidiu Hațegan |

| 6 décembre 2017 | Liverpool FC                                                        | 7 - 0   | Spartak Moscou | Anfield, Liverpool                                |                                                   |
| 20h45 CET       | Coutinho 4e (pen.) 15e 50e · Firmino 19e · Mané 47e 76e · Salah 86e | (3 - 0) |                | Spectateurs : 48 779 Arbitrage : Szymon Marciniak | Spectateurs : 48 779 Arbitrage : Szymon Marciniak |
| 20h45 CET       | Rapport                                                             |         |                | Spectateurs : 48 779 Arbitrage : Szymon Marciniak | Spectateurs : 48 779 Arbitrage : Szymon Marciniak |

#### Groupe F
| Rang | Équipe              | Pts | J | G | N | P | Bp | Bc | Diff |  | Résultats (▼ dom., ► ext.) |     |     |     |     |
| ---- | ------------------- | --- | - | - | - | - | -- | -- | ---- |  | -------------------------- | --- | --- | --- | --- |
| 1    | Manchester City     | 15  | 6 | 5 | 0 | 1 | 14 | 5  | +9   |  | Manchester City            |     | 2-0 | 2-1 | 1-0 |
| 2    | Chakhtar Donetsk    | 12  | 6 | 4 | 0 | 2 | 9  | 9  | 0    |  | Chakhtar Donetsk           | 2-1 |     | 2-1 | 3-1 |
| 3    | SSC Naples          | 6   | 6 | 2 | 0 | 4 | 11 | 11 | 0    |  | SSC Naples                 | 2-4 | 3-0 |     | 3-1 |
| 4    | Feyenoord Rotterdam | 3   | 6 | 1 | 0 | 5 | 5  | 14 | -9   |  | Feyenoord Rotterdam        | 0-4 | 1-2 | 2-1 |     |

| 1re journée               | Feyenoord Rotterdam | 0 - 4   | Manchester City                        | De Kuip, Rotterdam                                |                                                   |
| septembre 2017 20h45 CEST |                     | (0 - 3) | 2e 63e Stones · 10e Agüero · 25e Jesus | Spectateurs : 43 500 Arbitrage : Szymon Marciniak | Spectateurs : 43 500 Arbitrage : Szymon Marciniak |
| septembre 2017 20h45 CEST | Rapport             |         |                                        | Spectateurs : 43 500 Arbitrage : Szymon Marciniak | Spectateurs : 43 500 Arbitrage : Szymon Marciniak |

| septembre 2017 | Chakhtar Donetsk          | 2 - 1   | SSC Naples       | Stade Metalist, Kharkiv                       |                                               |
| 20h45 CEST     | Taison 15e · Ferreyra 58e | (1 - 0) | 72e (pen.) Milik | Spectateurs : 32 679 Arbitrage : Felix Zwayer | Spectateurs : 32 679 Arbitrage : Felix Zwayer |
| 20h45 CEST     | Rapport                   |         |                  | Spectateurs : 32 679 Arbitrage : Felix Zwayer | Spectateurs : 32 679 Arbitrage : Felix Zwayer |

| 2e journée                | SSC Naples                              | 3 - 1   | Feyenoord Rotterdam | Stade San Paolo, Naples                        |                                                |
| septembre 2017 20h45 CEST | Insigne 7e · Mertens 49e · Callejón 70e | (1 - 0) | 90+3e Amrabat       | Spectateurs : 22 577 Arbitrage : Willie Collum | Spectateurs : 22 577 Arbitrage : Willie Collum |
| septembre 2017 20h45 CEST | Rapport                                 |         |                     | Spectateurs : 22 577 Arbitrage : Willie Collum | Spectateurs : 22 577 Arbitrage : Willie Collum |

| septembre 2017 | Manchester City              | 2 - 0   | Chakhtar Donetsk | Etihad Stadium, Manchester                   |                                              |
| 20h45 CEST     | De Bruyne 48e · Sterling 90e | (0 - 0) |                  | Spectateurs : 45 310 Arbitrage : Jorge Sousa | Spectateurs : 45 310 Arbitrage : Jorge Sousa |
| 20h45 CEST     | Rapport                      |         |                  | Spectateurs : 45 310 Arbitrage : Jorge Sousa | Spectateurs : 45 310 Arbitrage : Jorge Sousa |

| 3e journée                 | Manchester City         | 2 - 1   | SSC Naples         | Etihad Stadium, Manchester                           |                                                      |
| 17 octobre 2017 20h45 CEST | Sterling 9e · Jesus 13e | (2 - 0) | 73e (pen.) Diawara | Spectateurs : 48 520 Arbitrage : Antonio Mateu Lahoz | Spectateurs : 48 520 Arbitrage : Antonio Mateu Lahoz |
| 17 octobre 2017 20h45 CEST | Rapport                 |         |                    | Spectateurs : 48 520 Arbitrage : Antonio Mateu Lahoz | Spectateurs : 48 520 Arbitrage : Antonio Mateu Lahoz |

| 17 octobre 2017 | Feyenoord Rotterdam | 1 - 2   | Chakhtar Donetsk | De Kuip, Rotterdam                                        |                                                           |
| 20h45 CEST      | Berghuis 8e         | (1 - 1) | 24e 54e Bernard  | Spectateurs : 43 500 Arbitrage : Alberto Undiano Mallenco | Spectateurs : 43 500 Arbitrage : Alberto Undiano Mallenco |
| 20h45 CEST      | Rapport             |         |                  | Spectateurs : 43 500 Arbitrage : Alberto Undiano Mallenco | Spectateurs : 43 500 Arbitrage : Alberto Undiano Mallenco |

| 4e journée                  | SSC Naples                        | 2 - 4   | Manchester City                                         | Stade San Paolo, Naples                      |                                              |
| 1er novembre 2017 20h45 CET | Insigne 21e · Jorginho 62e (pen.) | (1 - 1) | 34e Otamendi · 48e Stones · 69e Agüero · 90+2e Sterling | Spectateurs : 44 483 Arbitrage : Felix Brych | Spectateurs : 44 483 Arbitrage : Felix Brych |
| 1er novembre 2017 20h45 CET | Rapport                           |         |                                                         | Spectateurs : 44 483 Arbitrage : Felix Brych | Spectateurs : 44 483 Arbitrage : Felix Brych |

| 1er novembre 2017 | Chakhtar Donetsk              | 3 - 1   | Feyenoord Rotterdam | Stade Metalist, Kharkiv                                  |                                                          |
| 20h45 CET         | Ferreyra 14e · Marlos 17e 68e | (2 - 1) | 12e Jørgensen       | Spectateurs : 24 570 Arbitrage : Anastasios Sidiropoulos | Spectateurs : 24 570 Arbitrage : Anastasios Sidiropoulos |
| 20h45 CET         | Rapport                       |         |                     | Spectateurs : 24 570 Arbitrage : Anastasios Sidiropoulos | Spectateurs : 24 570 Arbitrage : Anastasios Sidiropoulos |

| 5e journée                 | Manchester City | 1 - 0   | Feyenoord Rotterdam | Etihad Stadium, Manchester                     |                                                |
| 21 novembre 2017 20h45 CET | Sterling 88e    | (0 - 0) |                     | Spectateurs : 43 548 Arbitrage : Ivan Kružliak | Spectateurs : 43 548 Arbitrage : Ivan Kružliak |
| 21 novembre 2017 20h45 CET | Rapport         |         |                     | Spectateurs : 43 548 Arbitrage : Ivan Kružliak | Spectateurs : 43 548 Arbitrage : Ivan Kružliak |

| 21 novembre 2017 | SSC Naples                                | 3 - 0   | Chakhtar Donetsk | Stade San Paolo, Naples                        |                                                |
| 20h45 CET        | Insigne 56e · Zieliński 81e · Mertens 83e | (0 - 0) |                  | Spectateurs : 10 573 Arbitrage : Damir Skomina | Spectateurs : 10 573 Arbitrage : Damir Skomina |
| 20h45 CET        | Rapport                                   |         |                  | Spectateurs : 10 573 Arbitrage : Damir Skomina | Spectateurs : 10 573 Arbitrage : Damir Skomina |

| 6e journée                | Feyenoord Rotterdam             | 2 - 1   | SSC Naples   | De Kuip, Rotterdam                              |                                                 |
| 6 décembre 2017 20h45 CET | Jørgensen 33e · St. Juste 90+1e | (1 - 1) | 2e Zieliński | Spectateurs : 36 500 Arbitrage : Michael Oliver | Spectateurs : 36 500 Arbitrage : Michael Oliver |
| 6 décembre 2017 20h45 CET | Rapport                         |         |              | Spectateurs : 36 500 Arbitrage : Michael Oliver | Spectateurs : 36 500 Arbitrage : Michael Oliver |

| 6 décembre 2017 | Chakhtar Donetsk          | 2 - 1   | Manchester City     | Stade Metalist, Kharkiv                         |                                                 |
| 20h45 CET       | Bernard 26e · Ismaily 32e | (2 - 0) | 90+2e (pen.) Agüero | Spectateurs : 33 154 Arbitrage : Benoît Bastien | Spectateurs : 33 154 Arbitrage : Benoît Bastien |
| 20h45 CET       | Rapport                   |         |                     | Spectateurs : 33 154 Arbitrage : Benoît Bastien | Spectateurs : 33 154 Arbitrage : Benoît Bastien |

#### Groupe G
| Rang | Équipe      | Pts | J | G | N | P | Bp | Bc | Diff |  | Résultats (▼ dom., ► ext.) |     |     |     |     |
| ---- | ----------- | --- | - | - | - | - | -- | -- | ---- |  | -------------------------- | --- | --- | --- | --- |
| 1    | Beşiktaş JK | 14  | 6 | 4 | 2 | 0 | 11 | 5  | +6   |  | Beşiktaş JK                |     | 1-1 | 2-0 | 1-1 |
| 2    | FC Porto    | 10  | 6 | 3 | 1 | 2 | 15 | 10 | +5   |  | FC Porto                   | 1-3 |     | 3-1 | 5-2 |
| 3    | RB Leipzig  | 7   | 6 | 2 | 1 | 3 | 10 | 11 | -1   |  | RB Leipzig                 | 1-2 | 3-2 |     | 1-1 |
| 4    | AS Monaco   | 2   | 6 | 0 | 2 | 4 | 6  | 16 | -10  |  | AS Monaco                  | 1-2 | 0-3 | 1-4 |     |

| 1re journée                  | RB Leipzig   | 1 - 1   | AS Monaco     | Red Bull Arena, Leipzig                         |                                                 |
| 13 septembre 2017 20h45 CEST | Forsberg 33e | (1 - 1) | 34e Tielemans | Spectateurs : 40 068 Arbitrage : Michael Oliver | Spectateurs : 40 068 Arbitrage : Michael Oliver |
| 13 septembre 2017 20h45 CEST | Rapport      |         |               | Spectateurs : 40 068 Arbitrage : Michael Oliver | Spectateurs : 40 068 Arbitrage : Michael Oliver |

| 13 septembre 2017 | FC Porto        | 1 - 3   | Beşiktaş JK                         | Estádio do Dragão, Porto                        |                                                 |
| 20h45 CEST        | Tošić 21e (csc) | (1 - 2) | 13e Talisca · 28e Tosun · 86e Babel | Spectateurs : 42 429 Arbitrage : Anthony Taylor | Spectateurs : 42 429 Arbitrage : Anthony Taylor |
| 20h45 CEST        | Rapport         |         |                                     | Spectateurs : 42 429 Arbitrage : Anthony Taylor | Spectateurs : 42 429 Arbitrage : Anthony Taylor |

| 2e journée                   | Beşiktaş JK             | 2 - 0   | RB Leipzig | Vodafone Park, Istanbul                         |                                                 |
| 26 septembre 2017 20h45 CEST | Babel 11e · Talisca 43e | (2 - 0) |            | Spectateurs : 36 641 Arbitrage : Sergei Karasev | Spectateurs : 36 641 Arbitrage : Sergei Karasev |
| 26 septembre 2017 20h45 CEST | Rapport                 |         |            | Spectateurs : 36 641 Arbitrage : Sergei Karasev | Spectateurs : 36 641 Arbitrage : Sergei Karasev |

| 26 septembre 2017 | AS Monaco | 0 - 3   | FC Porto                      | Stade Louis-II, Monaco                         |                                                |
| 20h45 CEST        |           | (0 - 1) | 31e 69e Aboubakar · 89e Layún | Spectateurs : 11 703 Arbitrage : Slavko Vinčić | Spectateurs : 11 703 Arbitrage : Slavko Vinčić |
| 20h45 CEST        | Rapport   |         |                               | Spectateurs : 11 703 Arbitrage : Slavko Vinčić | Spectateurs : 11 703 Arbitrage : Slavko Vinčić |

| 3e journée                 | AS Monaco  | 1 - 2   | Beşiktaş JK   | Stade Louis-II, Monaco                        |                                               |
| 17 octobre 2017 20h45 CEST | Falcao 30e | (1 - 1) | 34e 54e Tosun | Spectateurs : 7 403 Arbitrage : Milorad Mažić | Spectateurs : 7 403 Arbitrage : Milorad Mažić |
| 17 octobre 2017 20h45 CEST | Rapport    |         |               | Spectateurs : 7 403 Arbitrage : Milorad Mažić | Spectateurs : 7 403 Arbitrage : Milorad Mažić |

| 17 octobre 2017 | RB Leipzig                             | 3 - 2   | FC Porto                    | Red Bull Arena, Leipzig                            |                                                    |
| 20h45 CEST      | Orban 8e · Forsberg 38e · Augustin 41e | (3 - 2) | 18e Aboubakar · 44e Marcano | Spectateurs : 41 496 Arbitrage : Paolo Tagliavento | Spectateurs : 41 496 Arbitrage : Paolo Tagliavento |
| 20h45 CEST      | Rapport                                |         |                             | Spectateurs : 41 496 Arbitrage : Paolo Tagliavento | Spectateurs : 41 496 Arbitrage : Paolo Tagliavento |

| 4e journée                  | Beşiktaş JK      | 1 - 1   | AS Monaco   | Vodafone Park, Istanbul                            |                                                    |
| 1er novembre 2017 18h00 CET | Tosun 54e (pen.) | (0 - 1) | 45+1e Lopes | Spectateurs : 39 346 Arbitrage : Paolo Tagliavento | Spectateurs : 39 346 Arbitrage : Paolo Tagliavento |
| 1er novembre 2017 18h00 CET | Rapport          |         |             | Spectateurs : 39 346 Arbitrage : Paolo Tagliavento | Spectateurs : 39 346 Arbitrage : Paolo Tagliavento |

| 1er novembre 2017 | FC Porto                                         | 3 - 1   | RB Leipzig | Estádio do Dragão, Porto                        |                                                 |
| 20h45 CET         | Herrera 13e · D.Pereira 61e · Maxi Pereira 90+3e | (1 - 0) | 48e Werner | Spectateurs : 41 616 Arbitrage : Ovidiu Hațegan | Spectateurs : 41 616 Arbitrage : Ovidiu Hațegan |
| 20h45 CET         | Rapport                                          |         |            | Spectateurs : 41 616 Arbitrage : Ovidiu Hațegan | Spectateurs : 41 616 Arbitrage : Ovidiu Hațegan |

| 5e journée                 | Beşiktaş JK | 1 - 1   | FC Porto   | Vodafone Park, Istanbul                              |                                                      |
| 21 novembre 2017 18h00 CET | Talisca 41e | (1 - 1) | 29e Felipe | Spectateurs : 36 919 Arbitrage : Antonio Mateu Lahoz | Spectateurs : 36 919 Arbitrage : Antonio Mateu Lahoz |
| 21 novembre 2017 18h00 CET | Rapport     |         |            | Spectateurs : 36 919 Arbitrage : Antonio Mateu Lahoz | Spectateurs : 36 919 Arbitrage : Antonio Mateu Lahoz |

| 21 novembre 2017 | AS Monaco  | 1 - 4   | RB Leipzig                                    | Stade Louis-II, Monaco                                   |                                                          |
| 20h45 CET        | Falcao 43e | (1 - 4) | 6e (csc) Jemerson · 9e 31e Werner · 45e Keïta | Spectateurs : 9 029 Arbitrage : Alberto Undiano Mallenco | Spectateurs : 9 029 Arbitrage : Alberto Undiano Mallenco |
| 20h45 CET        | Rapport    |         |                                               | Spectateurs : 9 029 Arbitrage : Alberto Undiano Mallenco | Spectateurs : 9 029 Arbitrage : Alberto Undiano Mallenco |

| 6e journée                | RB Leipzig | 1 - 2   | Beşiktaş JK                      | Red Bull Arena, Leipzig                        |                                                |
| 6 décembre 2017 20h45 CET | Keïta 87e  | (0 - 1) | 10e (pen.) Negredo · 90e Talisca | Spectateurs : 42 558 Arbitrage : Viktor Kassai | Spectateurs : 42 558 Arbitrage : Viktor Kassai |
| 6 décembre 2017 20h45 CET | Rapport    |         |                                  | Spectateurs : 42 558 Arbitrage : Viktor Kassai | Spectateurs : 42 558 Arbitrage : Viktor Kassai |

| 6 décembre 2017 | FC Porto                                                 | 5 - 2   | AS Monaco             | Estádio do Dragão, Porto                        |                                                 |
| 20h45 CET       | Aboubakar 9e 33e · Brahimi 45e · Telles 65e · Soares 88e | (3 - 0) | 61e Glik · 78e Falcao | Spectateurs : 42 509 Arbitrage : Jonas Eriksson | Spectateurs : 42 509 Arbitrage : Jonas Eriksson |
| 20h45 CET       | Rapport                                                  |         |                       | Spectateurs : 42 509 Arbitrage : Jonas Eriksson | Spectateurs : 42 509 Arbitrage : Jonas Eriksson |

#### Groupe H
| Rang | Équipe            | Pts | J | G | N | P | Bp | Bc | Diff |  | Résultats (▼ dom., ► ext.) |     |     |     |     |
| ---- | ----------------- | --- | - | - | - | - | -- | -- | ---- |  | -------------------------- | --- | --- | --- | --- |
| 1    | Tottenham Hotspur | 16  | 6 | 5 | 1 | 0 | 15 | 4  | +11  |  | Tottenham Hotspur          |     | 3-1 | 3-1 | 3-0 |
| 2    | Real Madrid       | 13  | 6 | 4 | 1 | 1 | 17 | 7  | +10  |  | Real Madrid                | 1-1 |     | 3-2 | 3-0 |
| 3    | Borussia Dortmund | 2   | 6 | 0 | 2 | 4 | 7  | 13 | -6   |  | Borussia Dortmund          | 1-2 | 1-3 |     | 1-1 |
| 4    | APOEL Nicosie     | 2   | 6 | 0 | 2 | 4 | 2  | 17 | -15  |  | APOEL Nicosie              | 0-3 | 0-6 | 1-1 |     |

| 1re journée                  | Real Madrid                        | 3 - 0   | APOEL Nicosie | Stade Santiago-Bernabéu, Madrid                 |                                                 |
| 13 septembre 2017 20h45 CEST | Ronaldo 12e 51e (pen.) · Ramos 61e | (1 - 0) |               | Spectateurs : 71 060 Arbitrage : Benoît Bastien | Spectateurs : 71 060 Arbitrage : Benoît Bastien |
| 13 septembre 2017 20h45 CEST | Rapport                            |         |               | Spectateurs : 71 060 Arbitrage : Benoît Bastien | Spectateurs : 71 060 Arbitrage : Benoît Bastien |

| 13 septembre 2017 | Tottenham Hotspur               | 3 - 1   | Borussia Dortmund | Stade Wembley, Londres                           |                                                  |
| 20h45 CEST        | Son Heung-min 4e · Kane 15e 60e | (2 - 1) | 11e Yarmolenko    | Spectateurs : 67 343 Arbitrage : Gianluca Rocchi | Spectateurs : 67 343 Arbitrage : Gianluca Rocchi |
| 20h45 CEST        | Rapport                         |         |                   | Spectateurs : 67 343 Arbitrage : Gianluca Rocchi | Spectateurs : 67 343 Arbitrage : Gianluca Rocchi |

| 2e journée                   | Borussia Dortmund | 1 - 3   | Real Madrid                | Signal Iduna Park, Dortmund                    |                                                |
| 26 septembre 2017 20h45 CEST | Aubameyang 54e    | (0 - 1) | 18e Bale · 50e 79e Ronaldo | Spectateurs : 65 849 Arbitrage : Björn Kuipers | Spectateurs : 65 849 Arbitrage : Björn Kuipers |
| 26 septembre 2017 20h45 CEST | Rapport           |         |                            | Spectateurs : 65 849 Arbitrage : Björn Kuipers | Spectateurs : 65 849 Arbitrage : Björn Kuipers |

| 26 septembre 2017 | APOEL Nicosie | 0 - 3   | Tottenham Hotspur | Stade GSP, Nicosie                              |                                                 |
| 20h45 CEST        |               | (0 - 1) | 39e 62e 67e Kane  | Spectateurs : 16 324 Arbitrage : Pavel Královec | Spectateurs : 16 324 Arbitrage : Pavel Královec |
| 20h45 CEST        | Rapport       |         |                   | Spectateurs : 16 324 Arbitrage : Pavel Královec | Spectateurs : 16 324 Arbitrage : Pavel Královec |

| 3e journée                 | APOEL Nicosie | 1 - 1   | Borussia Dortmund | Stade GSP, Nicosie                                |                                                   |
| 17 octobre 2017 20h45 CEST | Poté 62e      | (0 - 0) | 67e Sokrátis      | Spectateurs : 15 604 Arbitrage : Aleksei Kulbakov | Spectateurs : 15 604 Arbitrage : Aleksei Kulbakov |
| 17 octobre 2017 20h45 CEST | Rapport       |         |                   | Spectateurs : 15 604 Arbitrage : Aleksei Kulbakov | Spectateurs : 15 604 Arbitrage : Aleksei Kulbakov |

| 17 octobre 2017 | Real Madrid        | 1 - 1   | Tottenham Hotspur | Stade Santiago-Bernabéu, Madrid                   |                                                   |
| 20h45 CEST      | Ronaldo 43e (pen.) | (1 - 1) | 28e (csc) Varane  | Spectateurs : 76 589 Arbitrage : Szymon Marciniak | Spectateurs : 76 589 Arbitrage : Szymon Marciniak |
| 20h45 CEST      | Rapport            |         |                   | Spectateurs : 76 589 Arbitrage : Szymon Marciniak | Spectateurs : 76 589 Arbitrage : Szymon Marciniak |

| 4e journée                  | Borussia Dortmund | 1 - 1   | APOEL Nicosie | Signal Iduna Park, Dortmund                |                                            |
| 1er novembre 2017 20h45 CET | Guerreiro 29e     | (1 - 0) | 51e Poté      | Spectateurs : 64 500 Arbitrage : Matej Jug | Spectateurs : 64 500 Arbitrage : Matej Jug |
| 1er novembre 2017 20h45 CET | Rapport           |         |               | Spectateurs : 64 500 Arbitrage : Matej Jug | Spectateurs : 64 500 Arbitrage : Matej Jug |

| 1er novembre 2017 | Tottenham Hotspur          | 3 - 1   | Real Madrid | Stade Wembley, Londres                        |                                               |
| 20h45 CET         | Alli 27e 56e · Eriksen 65e | (1 - 0) | 80e Ronaldo | Spectateurs : 83 782 Arbitrage : Cüneyt Çakır | Spectateurs : 83 782 Arbitrage : Cüneyt Çakır |
| 20h45 CET         | Rapport                    |         |             | Spectateurs : 83 782 Arbitrage : Cüneyt Çakır | Spectateurs : 83 782 Arbitrage : Cüneyt Çakır |

| 5e journée                 | APOEL Nicosie | 0 - 6   | Real Madrid                                                  | Stade GSP, Nicosie                                 |                                                    |
| 21 novembre 2017 20h45 CET |               | (0 - 4) | 23e Modrić · 39e 45+1e Benzema · 41e Nacho · 49e 54e Ronaldo | Spectateurs : 19 705 Arbitrage : Artur Soares Dias | Spectateurs : 19 705 Arbitrage : Artur Soares Dias |
| 21 novembre 2017 20h45 CET | Rapport       |         |                                                              | Spectateurs : 19 705 Arbitrage : Artur Soares Dias | Spectateurs : 19 705 Arbitrage : Artur Soares Dias |

| 21 novembre 2017 | Borussia Dortmund | 1 - 2   | Tottenham Hotspur            | Signal Iduna Park, Dortmund                     |                                                 |
| 20h45 CET        | Aubameyang 31e    | (1 - 0) | 49e Kane · 76e Son Heung-min | Spectateurs : 65 849 Arbitrage : Clément Turpin | Spectateurs : 65 849 Arbitrage : Clément Turpin |
| 20h45 CET        | Rapport           |         |                              | Spectateurs : 65 849 Arbitrage : Clément Turpin | Spectateurs : 65 849 Arbitrage : Clément Turpin |

| 6e journée                | Real Madrid                            | 3 - 2   | Borussia Dortmund  | Stade Santiago-Bernabéu, Madrid                 |                                                 |
| 6 décembre 2017 20h45 CET | Mayoral 8e · Ronaldo 12e · Vázquez 81e | (2 - 1) | 43e 49e Aubameyang | Spectateurs : 73 323 Arbitrage : Pavel Královec | Spectateurs : 73 323 Arbitrage : Pavel Královec |
| 6 décembre 2017 20h45 CET | Rapport                                |         |                    | Spectateurs : 73 323 Arbitrage : Pavel Královec | Spectateurs : 73 323 Arbitrage : Pavel Královec |

| 6 décembre 2017 | Tottenham Hotspur                              | 3 - 0   | APOEL Nicosie | Stade Wembley, Londres                         |                                                |
| 20h45 CET       | Llorente 20e · Son Heung-min 37e · Nkoudou 80e | (2 - 0) |               | Spectateurs : 42 679 Arbitrage : Slavko Vinčić | Spectateurs : 42 679 Arbitrage : Slavko Vinčić |
| 20h45 CET       | Rapport                                        |         |               | Spectateurs : 42 679 Arbitrage : Slavko Vinčić | Spectateurs : 42 679 Arbitrage : Slavko Vinčić |

## Phase à élimination directe
La phase à élimination directe de la Ligue des champions 2017-2018 se déroule du 13 février au 26 mai 2018. Un total de seize équipes prennent part à cette phase. L'horaire habituelle de coup d'envoi est 20h45 CEST/CET, sous réserve de changements dans certains cas.
Jusqu'au 25 mars 2018 (huitièmes de finale), les horaires sont en CET (UTC+1), elles passent ensuite en CEST (UTC+2) pour le reste de la compétition.
|  | Huitièmes de finale | Huitièmes de finale | Huitièmes de finale | Huitièmes de finale |               |               | Quarts de finale | Quarts de finale | Quarts de finale | Quarts de finale |  |  | Demi-finales | Demi-finales | Demi-finales | Demi-finales |  |  | Finale                              | Finale | Finale | Finale |
|  |                     |                     |                     |                     |               |               |                  |                  |                  |                  |  |  |              |              |              |              |  |  |                                     |        |        |        |
|  |                     |                     |                     |                     |               |               |                  |                  |                  |                  |  |  |              |              |              |              |  |  | 26 mai 2018 - Stade olympique, Kiev |        |        |        |
|  | Seville FC          | Seville FC          | 0                   | 2                   |               |               |                  |                  |                  |                  |  |  |              |              |              |              |  |  |                                     |        |        |        |
|  | Seville FC          | Seville FC          | 0                   | 2                   |               |               |                  |                  |                  |                  |  |  |              |              |              |              |  |  |                                     |        |        |        |
|  | Manchester United   | Manchester United   | 0                   | 1                   |               |               |                  |                  |                  |                  |  |  |              |              |              |              |  |  |                                     |        |        |        |
|  | Manchester United   | Manchester United   | 0                   | 1                   | Seville FC    | Seville FC    | 1                | 0                |                  |                  |  |  |              |              |              |              |  |  |                                     |        |        |        |
|  |                     |                     |                     |                     | Seville FC    | Seville FC    | 1                | 0                |                  |                  |  |  |              |              |              |              |  |  |                                     |        |        |        |
|  |                     |                     | Bayern Munich       | Bayern Munich       | 2             | 0             |                  |                  |                  |                  |  |  |              |              |              |              |  |  |                                     |        |        |        |
|  | Bayern Munich       | Bayern Munich       | Bayern Munich       | Bayern Munich       | 2             | 0             | 5                | 3                |                  |                  |  |  |              |              |              |              |  |  |                                     |        |        |        |
|  | Bayern Munich       | Bayern Munich       |                     |                     |               |               |                  | 3                |                  |                  |  |  |              |              |              |              |  |  |                                     |        |        |        |
|  | Beşiktaş JK         | Beşiktaş JK         | 0                   | 1                   |               |               |                  |                  |                  |                  |  |  |              |              |              |              |  |  |                                     |        |        |        |
|  | Beşiktaş JK         | Beşiktaş JK         | 0                   | 1                   | Bayern Munich | Bayern Munich | 1                | 2                |                  |                  |  |  |              |              |              |              |  |  |                                     |        |        |        |
|  |                     |                     |                     |                     | Bayern Munich | Bayern Munich | 1                | 2                |                  |                  |  |  |              |              |              |              |  |  |                                     |        |        |        |
|  |                     |                     | Real Madrid         | Real Madrid         | 2             | 2             |                  |                  |                  |                  |  |  |              |              |              |              |  |  |                                     |        |        |        |
|  | Juventus FC         | Juventus FC         | Real Madrid         | Real Madrid         | 2             | 2             | 2                | 2                |                  |                  |  |  |              |              |              |              |  |  |                                     |        |        |        |
|  | Juventus FC         | Juventus FC         |                     |                     |               |               |                  | 2                |                  |                  |  |  |              |              |              |              |  |  |                                     |        |        |        |
|  | Tottenham Hotspur   | Tottenham Hotspur   | 2                   | 1                   |               |               |                  |                  |                  |                  |  |  |              |              |              |              |  |  |                                     |        |        |        |
|  | Tottenham Hotspur   | Tottenham Hotspur   | 2                   | 1                   | Juventus FC   | Juventus FC   | 0                | 3                |                  |                  |  |  |              |              |              |              |  |  |                                     |        |        |        |
|  |                     |                     |                     |                     | Juventus FC   | Juventus FC   | 0                | 3                |                  |                  |  |  |              |              |              |              |  |  |                                     |        |        |        |
|  |                     |                     | Real Madrid         | Real Madrid         | 3             | 1             |                  |                  |                  |                  |  |  |              |              |              |              |  |  |                                     |        |        |        |
|  | Real Madrid         | Real Madrid         | Real Madrid         | Real Madrid         | 3             | 1             | 3                | 2                |                  |                  |  |  |              |              |              |              |  |  |                                     |        |        |        |
|  | Real Madrid         | Real Madrid         |                     |                     |               |               |                  | 2                |                  |                  |  |  |              |              |              |              |  |  |                                     |        |        |        |
|  | Paris Saint-Germain | Paris Saint-Germain | 1                   | 1                   |               |               |                  |                  |                  |                  |  |  |              |              |              |              |  |  |                                     |        |        |        |
|  | Paris Saint-Germain | Paris Saint-Germain | 1                   | 1                   | Real Madrid   | Real Madrid   | 3                | 3                |                  |                  |  |  |              |              |              |              |  |  |                                     |        |        |        |
|  |                     |                     |                     |                     | Real Madrid   | Real Madrid   | 3                | 3                |                  |                  |  |  |              |              |              |              |  |  |                                     |        |        |        |
|  |                     |                     | Liverpool FC        | Liverpool FC        | 1             | 1             |                  |                  |                  |                  |  |  |              |              |              |              |  |  |                                     |        |        |        |
|  | FC Porto            | FC Porto            | Liverpool FC        | Liverpool FC        | 1             | 1             | 0                | 0                |                  |                  |  |  |              |              |              |              |  |  |                                     |        |        |        |
|  | FC Porto            | FC Porto            |                     |                     |               |               |                  | 0                |                  |                  |  |  |              |              |              |              |  |  |                                     |        |        |        |
|  | Liverpool FC        | Liverpool FC        | 5                   | 0                   |               |               |                  |                  |                  |                  |  |  |              |              |              |              |  |  |                                     |        |        |        |
|  | Liverpool FC        | Liverpool FC        | 5                   | 0                   | Liverpool FC  | Liverpool FC  | 3                | 2                |                  |                  |  |  |              |              |              |              |  |  |                                     |        |        |        |
|  |                     |                     |                     |                     | Liverpool FC  | Liverpool FC  | 3                | 2                |                  |                  |  |  |              |              |              |              |  |  |                                     |        |        |        |
|  |                     |                     | Manchester City     | Manchester City     | 0             | 1             |                  |                  |                  |                  |  |  |              |              |              |              |  |  |                                     |        |        |        |
|  | FC Bâle             | FC Bâle             | Manchester City     | Manchester City     | 0             | 1             | 0                | 2                |                  |                  |  |  |              |              |              |              |  |  |                                     |        |        |        |
|  | FC Bâle             | FC Bâle             |                     |                     |               |               |                  | 2                |                  |                  |  |  |              |              |              |              |  |  |                                     |        |        |        |
|  | Manchester City     | Manchester City     | 4                   | 1                   |               |               |                  |                  |                  |                  |  |  |              |              |              |              |  |  |                                     |        |        |        |
|  | Manchester City     | Manchester City     | 4                   | 1                   | Liverpool FC  | Liverpool FC  | 5                | 2                |                  |                  |  |  |              |              |              |              |  |  |                                     |        |        |        |
|  |                     |                     |                     |                     | Liverpool FC  | Liverpool FC  | 5                | 2                |                  |                  |  |  |              |              |              |              |  |  |                                     |        |        |        |
|  |                     |                     | AS Rome             | AS Rome             | 2             | 4             |                  |                  |                  |                  |  |  |              |              |              |              |  |  |                                     |        |        |        |
|  | Chelsea FC          | Chelsea FC          | AS Rome             | AS Rome             | 2             | 4             | 1                | 0                |                  |                  |  |  |              |              |              |              |  |  |                                     |        |        |        |
|  | Chelsea FC          | Chelsea FC          |                     |                     |               |               |                  | 0                |                  |                  |  |  |              |              |              |              |  |  |                                     |        |        |        |
|  | FC Barcelone        | FC Barcelone        | 1                   | 3                   |               |               |                  |                  |                  |                  |  |  |              |              |              |              |  |  |                                     |        |        |        |
|  | FC Barcelone        | FC Barcelone        | 1                   | 3                   | FC Barcelone  | FC Barcelone  | 4                | 0                |                  |                  |  |  |              |              |              |              |  |  |                                     |        |        |        |
|  |                     |                     |                     |                     | FC Barcelone  | FC Barcelone  | 4                | 0                |                  |                  |  |  |              |              |              |              |  |  |                                     |        |        |        |
|  |                     |                     | AS Rome             | AS Rome             | 1             | 3             |                  |                  |                  |                  |  |  |              |              |              |              |  |  |                                     |        |        |        |
|  | Chakhtar Donetsk    | Chakhtar Donetsk    | AS Rome             | AS Rome             | 1             | 3             | 2                | 0                |                  |                  |  |  |              |              |              |              |  |  |                                     |        |        |        |
|  | Chakhtar Donetsk    | Chakhtar Donetsk    |                     |                     |               |               |                  | 0                |                  |                  |  |  |              |              |              |              |  |  |                                     |        |        |        |
|  | AS Rome             | AS Rome             | 1                   | 1                   |               |               |                  |                  |                  |                  |  |  |              |              |              |              |  |  |                                     |        |        |        |
|  | AS Rome             | AS Rome             | 1                   | 1                   |               |               |                  |                  |                  |                  |  |  |              |              |              |              |  |  |                                     |        |        |        |
|  |                     |                     |                     |                     |               |               |                  |                  |                  |                  |  |  |              |              |              |              |  |  |                                     |        |        |        |

### Huitièmes de finale
Le tirage au sort des huitièmes de finale a lieu le 11 décembre 2017. Les matchs aller se jouent les 13, 14, 20 et 21 février, et les matchs retour les 6, 7, 13 et 14 mars 2018.
| Équipe           | Aller | Total  | Retour | Équipe              |
| ---------------- | ----- | ------ | ------ | ------------------- |
| Juventus FC      | 2 - 2 | 4 - 3  | 2 - 1  | Tottenham Hotspur   |
| FC Bâle          | 0 - 4 | 2 - 5  | 2 - 1  | Manchester City     |
| FC Porto         | 0 - 5 | 0 - 5  | 0 - 0  | Liverpool FC        |
| Real Madrid      | 3 - 1 | 5 - 2  | 2 - 1  | Paris Saint-Germain |
| Bayern Munich    | 5 - 0 | 8 - 1  | 3 - 1  | Beşiktaş JK         |
| Chelsea FC       | 1 - 1 | 1 - 4  | 0 - 3  | FC Barcelone        |
| Séville FC       | 0 - 0 | 2 - 1  | 2 - 1  | Manchester United   |
| Chakhtar Donetsk | 2 - 1 | 2 - 2E | 0 - 1  | AS Rome             |

| 13 février 2018 | Juventus FC          | 2 - 2   | Tottenham Hotspur      | Juventus Stadium, Turin                      |                                              |
| 20h45 CET       | Higuaín 2e 9e (pen.) | (2 - 1) | 35e Kane · 71e Eriksen | Spectateurs : 41 232 Arbitrage : Felix Brych | Spectateurs : 41 232 Arbitrage : Felix Brych |
| 20h45 CET       | Rapport              |         |                        | Spectateurs : 41 232 Arbitrage : Felix Brych | Spectateurs : 41 232 Arbitrage : Felix Brych |

| 7 mars 2018 | Tottenham Hotspur | 1 - 2   | Juventus FC              | Stade de Wembley, Londres                         |                                                   |
| 20h45 CET   | Son Heung-min 39e | (1 - 0) | 64e Higuaín · 67e Dybala | Spectateurs : 84 010 Arbitrage : Szymon Marciniak | Spectateurs : 84 010 Arbitrage : Szymon Marciniak |
| 20h45 CET   | Rapport           |         |                          | Spectateurs : 84 010 Arbitrage : Szymon Marciniak | Spectateurs : 84 010 Arbitrage : Szymon Marciniak |

| 13 février 2018 | FC Bâle | 0 - 4   | Manchester City                           | Parc Saint-Jacques, Bâle                        |                                                 |
| 20h45 CET       |         | (0 - 3) | 14e 53e Gündoğan · 18e Silva · 23e Agüero | Spectateurs : 36 000 Arbitrage : Jonas Eriksson | Spectateurs : 36 000 Arbitrage : Jonas Eriksson |
| 20h45 CET       | Rapport |         |                                           | Spectateurs : 36 000 Arbitrage : Jonas Eriksson | Spectateurs : 36 000 Arbitrage : Jonas Eriksson |

| 7 mars 2018 | Manchester City | 1 - 2   | FC Bâle                    | Etihad Stadium, Manchester                      |                                                 |
| 20h45 CET   | Jesus 8e        | (1 - 1) | 17e Elyounoussi · 71e Lang | Spectateurs : 49 411 Arbitrage : Pavel Královec | Spectateurs : 49 411 Arbitrage : Pavel Královec |
| 20h45 CET   | Rapport         |         |                            | Spectateurs : 49 411 Arbitrage : Pavel Královec | Spectateurs : 49 411 Arbitrage : Pavel Královec |

| 14 février 2018 | FC Porto | 0 - 5   | Liverpool FC                               | Estádio do Dragão, Porto                        |                                                 |
| 20h45 CET       |          | (0 - 2) | 25e 53e 85e Mané · 29e Salah · 69e Firmino | Spectateurs : 47 718 Arbitrage : Daniele Orsato | Spectateurs : 47 718 Arbitrage : Daniele Orsato |
| 20h45 CET       | Rapport  |         |                                            | Spectateurs : 47 718 Arbitrage : Daniele Orsato | Spectateurs : 47 718 Arbitrage : Daniele Orsato |

| 6 mars 2018 | Liverpool FC | 0 - 0   | FC Porto | Anfield, Liverpool                            |                                               |
| 20h45 CET   |              | (0 - 0) |          | Spectateurs : 48 768 Arbitrage : Felix Zwayer | Spectateurs : 48 768 Arbitrage : Felix Zwayer |
| 20h45 CET   | Rapport      |         |          | Spectateurs : 48 768 Arbitrage : Felix Zwayer | Spectateurs : 48 768 Arbitrage : Felix Zwayer |

| 14 février 2018 | Real Madrid                          | 3 - 1   | Paris Saint-Germain | Stade Santiago-Bernabéu, Madrid                  |                                                  |
| 20h45 CET       | Ronaldo 45e (pen.) 83e · Marcelo 86e | (1 - 1) | 33e Rabiot          | Spectateurs : 78 158 Arbitrage : Gianluca Rocchi | Spectateurs : 78 158 Arbitrage : Gianluca Rocchi |
| 20h45 CET       | Rapport                              |         |                     | Spectateurs : 78 158 Arbitrage : Gianluca Rocchi | Spectateurs : 78 158 Arbitrage : Gianluca Rocchi |

| 6 mars 2018 | Paris Saint-Germain | 1 - 2   | Real Madrid                | Parc des Princes, Paris                      |                                              |
| 20h45 CET   | Cavani 71e          | (0 - 0) | 51e Ronaldo · 80e Casemiro | Spectateurs : 46 585 Arbitrage : Felix Brych | Spectateurs : 46 585 Arbitrage : Felix Brych |
| 20h45 CET   | Rapport             |         |                            | Spectateurs : 46 585 Arbitrage : Felix Brych | Spectateurs : 46 585 Arbitrage : Felix Brych |

| 20 février 2018 | Bayern Munich                                    | 5 - 0   | Beşiktaş JK | Allianz Arena, Munich                           |                                                 |
| 20h45 CET       | Müller 43e 66e · Coman 53e · Lewandowski 79e 88e | (1 - 0) |             | Spectateurs : 70 000 Arbitrage : Ovidiu Hațegan | Spectateurs : 70 000 Arbitrage : Ovidiu Hațegan |
| 20h45 CET       | Rapport                                          |         |             | Spectateurs : 70 000 Arbitrage : Ovidiu Hațegan | Spectateurs : 70 000 Arbitrage : Ovidiu Hațegan |

| 14 mars 2018 | Beşiktaş JK | 1 - 3   | Bayern Munich                             | Vodafone Park, Istanbul                         |                                                 |
| 18h00 CET    | Love 59e    | (0 - 1) | 18e Thiago · 46e (csc) Gönül · 84e Wagner | Spectateurs : 36 885 Arbitrage : Michael Oliver | Spectateurs : 36 885 Arbitrage : Michael Oliver |
| 18h00 CET    | Rapport     |         |                                           | Spectateurs : 36 885 Arbitrage : Michael Oliver | Spectateurs : 36 885 Arbitrage : Michael Oliver |

| 20 février 2018 | Chelsea FC  | 1 - 1   | FC Barcelone | Stamford Bridge, Londres                      |                                               |
| 20h45 CET       | Willian 62e | (0 - 0) | 75e Messi    | Spectateurs : 37 741 Arbitrage : Cüneyt Çakır | Spectateurs : 37 741 Arbitrage : Cüneyt Çakır |
| 20h45 CET       | Rapport     |         |              | Spectateurs : 37 741 Arbitrage : Cüneyt Çakır | Spectateurs : 37 741 Arbitrage : Cüneyt Çakır |

| 14 mars 2018 | FC Barcelone               | 3 - 0   | Chelsea FC | Camp Nou, Barcelone                            |                                                |
| 20h45 CET    | Messi 3e 63e · Dembélé 20e | (2 - 0) |            | Spectateurs : 97 183 Arbitrage : Damir Skomina | Spectateurs : 97 183 Arbitrage : Damir Skomina |
| 20h45 CET    | Rapport                    |         |            | Spectateurs : 97 183 Arbitrage : Damir Skomina | Spectateurs : 97 183 Arbitrage : Damir Skomina |

| 21 février 2018 | Séville FC | 0 - 0   | Manchester United | Stade Ramón-Sánchez-Pizjuán, Séville            |                                                 |
| 20h45 CET       |            | (0 - 0) |                   | Spectateurs : 39 725 Arbitrage : Clément Turpin | Spectateurs : 39 725 Arbitrage : Clément Turpin |
| 20h45 CET       | Rapport    |         |                   | Spectateurs : 39 725 Arbitrage : Clément Turpin | Spectateurs : 39 725 Arbitrage : Clément Turpin |

| 13 mars 2018 | Manchester United | 1 - 2   | Séville FC         | Old Trafford, Manchester                        |                                                 |
| 20h45 CET    | Lukaku 84e        | (0 - 0) | 74e 78e Ben Yedder | Spectateurs : 74 909 Arbitrage : Danny Makkelie | Spectateurs : 74 909 Arbitrage : Danny Makkelie |
| 20h45 CET    | Rapport           |         |                    | Spectateurs : 74 909 Arbitrage : Danny Makkelie | Spectateurs : 74 909 Arbitrage : Danny Makkelie |

| 21 février 2018 | Chakhtar Donetsk        | 2 - 1   | AS Rome   | Stade Metalist, Kharkiv                        |                                                |
| 20h45 CET       | Ferreyra 52e · Fred 71e | (0 - 1) | 41e Ünder | Spectateurs : 35 124 Arbitrage : Willie Collum | Spectateurs : 35 124 Arbitrage : Willie Collum |
| 20h45 CET       | Rapport                 |         |           | Spectateurs : 35 124 Arbitrage : Willie Collum | Spectateurs : 35 124 Arbitrage : Willie Collum |

| 13 mars 2018 | AS Rome   | 1 - 0   | Chakhtar Donetsk | Stadio Olimpico, Rome                                     |                                                           |
| 20h45 CET    | Džeko 52e | (0 - 0) |                  | Spectateurs : 47 693 Arbitrage : Alberto Undiano Mallenco | Spectateurs : 47 693 Arbitrage : Alberto Undiano Mallenco |
| 20h45 CET    | Rapport   |         |                  | Spectateurs : 47 693 Arbitrage : Alberto Undiano Mallenco | Spectateurs : 47 693 Arbitrage : Alberto Undiano Mallenco |

### Quarts de finale
Le tirage au sort des quarts de finale a lieu le 16 mars 2018. Les matchs aller se jouent les 3 et 4 avril, et les matchs retour les 10 et 11 avril 2018.
| Équipe       | Aller | Total  | Retour | Équipe          |
| ------------ | ----- | ------ | ------ | --------------- |
| FC Barcelone | 4 - 1 | 4 - 4E | 0 - 3  | AS Rome         |
| Seville FC   | 1 - 2 | 1 - 2  | 0 - 0  | Bayern Munich   |
| Juventus FC  | 0 - 3 | 3 - 4  | 3 - 1  | Real Madrid     |
| Liverpool FC | 3 - 0 | 5 - 1  | 2 - 1  | Manchester City |

| 4 avril 2018 | FC Barcelone                                                    | 4 - 1   | AS Rome   | Camp Nou, Barcelone                             |                                                 |
| 20h45 CEST   | De Rossi 38e (csc) · Manolas 55e (csc) · Piqué 59e · Suárez 87e | (1 - 0) | 80e Džeko | Spectateurs : 90 106 Arbitrage : Danny Makkelie | Spectateurs : 90 106 Arbitrage : Danny Makkelie |
| 20h45 CEST   | Rapport                                                         |         |           | Spectateurs : 90 106 Arbitrage : Danny Makkelie | Spectateurs : 90 106 Arbitrage : Danny Makkelie |

| 10 avril 2018 | AS Rome                                      | 3 - 0   | FC Barcelone | Stadio Olimpico, Rome                           |                                                 |
| 20h45 CEST    | Džeko 6e · De Rossi 58e (pen.) · Manolas 82e | (1 - 0) |              | Spectateurs : 56 580 Arbitrage : Clément Turpin | Spectateurs : 56 580 Arbitrage : Clément Turpin |
| 20h45 CEST    | Rapport                                      |         |              | Spectateurs : 56 580 Arbitrage : Clément Turpin | Spectateurs : 56 580 Arbitrage : Clément Turpin |

| 3 avril 2018 | Seville FC  | 1 - 2   | Bayern Munich                | Stade Ramón-Sánchez-Pizjuán, Séville            |                                                 |
| 20h45 CEST   | Sarabia 31e | (1 - 1) | 37e (csc) Navas · 68e Thiago | Spectateurs : 40 635 Arbitrage : Daniele Orsato | Spectateurs : 40 635 Arbitrage : Daniele Orsato |
| 20h45 CEST   | Rapport     |         |                              | Spectateurs : 40 635 Arbitrage : Daniele Orsato | Spectateurs : 40 635 Arbitrage : Daniele Orsato |

| 11 avril 2018 | Bayern Munich | 0 - 0   | Seville FC | Allianz Arena, Munich                           |                                                 |
| 20h45 CEST    |               | (0 - 0) |            | Spectateurs : 70 000 Arbitrage : William Collum | Spectateurs : 70 000 Arbitrage : William Collum |
| 20h45 CEST    | Rapport       |         |            | Spectateurs : 70 000 Arbitrage : William Collum | Spectateurs : 70 000 Arbitrage : William Collum |

| 3 avril 2018 | Juventus FC | 0 - 3   | Real Madrid                  | Allianz Stadium, Turin                        |                                               |
| 20h45 CEST   |             | (0 - 1) | 3e 64e Ronaldo · 72e Marcelo | Spectateurs : 40 849 Arbitrage : Cüneyt Çakir | Spectateurs : 40 849 Arbitrage : Cüneyt Çakir |
| 20h45 CEST   | Rapport     |         |                              | Spectateurs : 40 849 Arbitrage : Cüneyt Çakir | Spectateurs : 40 849 Arbitrage : Cüneyt Çakir |

| 11 avril 2018 | Real Madrid          | 1 - 3   | Juventus FC                    | Stade Santiago-Bernabéu, Madrid                 |                                                 |
| 20h45 CEST    | Ronaldo 90+8e (pen.) | (0 - 2) | 2e 37e Mandžukić · 61e Matuidi | Spectateurs : 75 796 Arbitrage : Michael Oliver | Spectateurs : 75 796 Arbitrage : Michael Oliver |
| 20h45 CEST    | Rapport              |         |                                | Spectateurs : 75 796 Arbitrage : Michael Oliver | Spectateurs : 75 796 Arbitrage : Michael Oliver |

| 4 avril 2018 | Liverpool FC                                  | 3 - 0   | Manchester City | Anfield, Liverpool                           |                                              |
| 20h45 CEST   | Salah 12e · Oxlade-Chamberlain 21e · Mané 31e | (3 - 0) |                 | Spectateurs : 50 685 Arbitrage : Felix Brych | Spectateurs : 50 685 Arbitrage : Felix Brych |
| 20h45 CEST   | Rapport                                       |         |                 | Spectateurs : 50 685 Arbitrage : Felix Brych | Spectateurs : 50 685 Arbitrage : Felix Brych |

| 10 avril 2018 | Manchester City | 1 - 2   | Liverpool FC            | Etihad Stadium, Manchester                           |                                                      |
| 20h45 CEST    | Jesus 2e        | (1 - 0) | 56e Salah · 77e Firmino | Spectateurs : 53 461 Arbitrage : Antonio Mateu Lahoz | Spectateurs : 53 461 Arbitrage : Antonio Mateu Lahoz |
| 20h45 CEST    | Rapport         |         |                         | Spectateurs : 53 461 Arbitrage : Antonio Mateu Lahoz | Spectateurs : 53 461 Arbitrage : Antonio Mateu Lahoz |

### Demi-finales
Le tirage au sort des demi-finales a lieu le 13 avril 2018. Les matchs aller se jouent les 24 et 25 avril, et les matchs retour les 1er et 2 mai 2018.
| Équipe        | Aller | Total | Retour | Équipe      |
| ------------- | ----- | ----- | ------ | ----------- |
| Bayern Munich | 1 - 2 | 3 - 4 | 2 - 2  | Real Madrid |
| Liverpool FC  | 5 - 2 | 7 - 6 | 2 - 4  | AS Rome     |

| 25 avril 2018 | Bayern Munich | 1 - 2   | Real Madrid               | Allianz Arena, Munich                          |                                                |
| 20h45 CEST    | Kimmich 28e   | (1 - 1) | 44e Marcelo · 57e Asensio | Spectateurs : 70 000 Arbitrage : Björn Kuipers | Spectateurs : 70 000 Arbitrage : Björn Kuipers |
| 20h45 CEST    | Rapport       |         |                           | Spectateurs : 70 000 Arbitrage : Björn Kuipers | Spectateurs : 70 000 Arbitrage : Björn Kuipers |

| 1er mai 2018 | Real Madrid     | 2 - 2   | Bayern Munich              | Stade Santiago Bernabéu, Madrid               |                                               |
| 20h45 CEST   | Benzema 11e 46e | (1 - 1) | 3e Kimmich · 63e Rodríguez | Spectateurs : 77 459 Arbitrage : Cüneyt Çakır | Spectateurs : 77 459 Arbitrage : Cüneyt Çakır |
| 20h45 CEST   | Rapport         |         |                            | Spectateurs : 77 459 Arbitrage : Cüneyt Çakır | Spectateurs : 77 459 Arbitrage : Cüneyt Çakır |

| 24 avril 2018 | Liverpool FC                                 | 5 - 2   | AS Rome                        | Anfield, Liverpool                           |                                              |
| 20h45 CEST    | Salah 36e 45+1e · Mané 56e · Firmino 61e 69e | (2 - 0) | 81e Džeko · 85e (pen.) Perotti | Spectateurs : 51 236 Arbitrage : Felix Brych | Spectateurs : 51 236 Arbitrage : Felix Brych |
| 20h45 CEST    | Rapport                                      |         |                                | Spectateurs : 51 236 Arbitrage : Felix Brych | Spectateurs : 51 236 Arbitrage : Felix Brych |

| 2 mai 2018 | AS Rome                                                    | 4 - 2   | Liverpool FC            | Stadio Olimpico, Rome                          |                                                |
| 20h45 CEST | Milner 15e (csc) · Džeko 52e · Nainggolan 86e 90+3e (pen.) | (1 - 2) | 9e Mané · 26e Wijnaldum | Spectateurs : 61 889 Arbitrage : Damir Skomina | Spectateurs : 61 889 Arbitrage : Damir Skomina |
| 20h45 CEST | Rapport                                                    |         |                         | Spectateurs : 61 889 Arbitrage : Damir Skomina | Spectateurs : 61 889 Arbitrage : Damir Skomina |

### Finale
| 26 mai 2018 | Real Madrid                | 3 - 1   | Liverpool FC | Stade olympique, Kiev                          |                                                |
| 20h45 CEST  | Benzema 51e · Bale 64e 83e | (0 - 0) | 55e Mané     | Spectateurs : 61 561 Arbitrage : Milorad Mažić | Spectateurs : 61 561 Arbitrage : Milorad Mažić |
| 20h45 CEST  | Rapport                    |         |              | Spectateurs : 61 561 Arbitrage : Milorad Mažić | Spectateurs : 61 561 Arbitrage : Milorad Mažić |